# Dějiny hudby

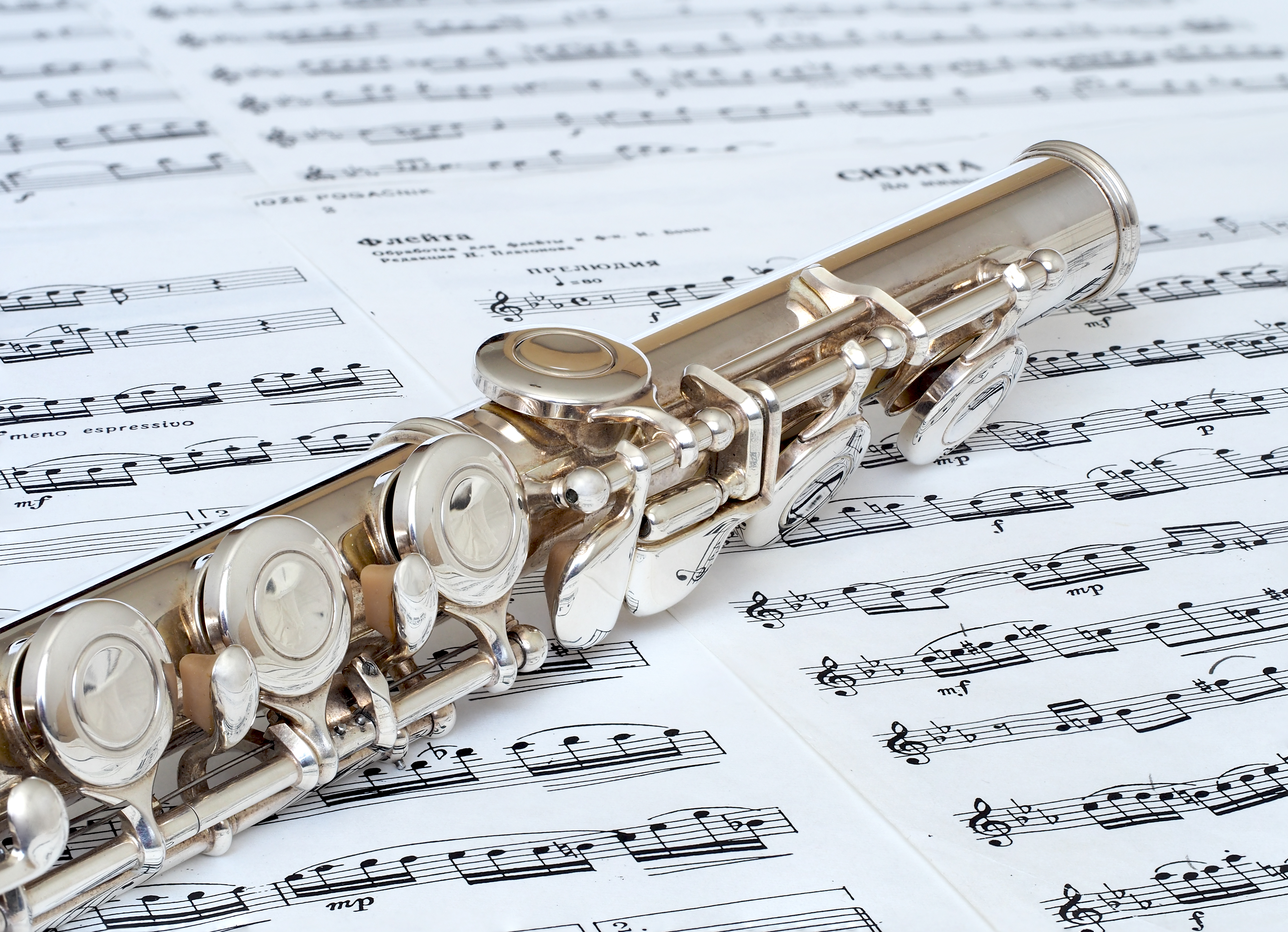
Flétna a notový zápis

Dějiny hudby jsou patrně stejně dlouhé jako dějiny lidské civilizace. Studuje je muzikologie, byť ta je zaměřena zvláště na západní klasickou hudbu a hudbu jako obecnější jev studují spíše sociální vědy jako kulturní antropologie, etnologie, kulturologie, kulturální studia či sociologie. Většina antropologů a kulturologů hudbu považuje za antropologickou konstantu, tedy něco, co se vyvine v každé společnosti (doposavad byla hudba zaznamenána i u všech izolovaných kmenů), a co patrně vzniklo již na počátku lidské kultury, jakkoli je velmi obtížné studovat dějiny hudby před vynálezem záznamových zařízení a notových zápisů. Klíčem pro takové studium jsou předpokládané stopy hudební tradice v současných žánrech a archeologické nálezy hudebních nástrojů, nebo toho, co za ně považujeme. Předpokládá se, že hudba nebyla původně samostatným kulturním jevem, ale rozvíjela se ponejprve v rámci náboženství, respektive magicko-náboženských rituálů. K tomu alespoň poukazuje studium přírodních národů. K první výraznější separaci hudby a náboženství patrně došlo v antické civilizaci, pospolu se sekularizací divadla. Ještě na počátku středověku měla hudba ovšem především náboženský význam i v evropské kultuře, nakonec ale zde došlo k osamostatnění, což dalo vzejít klíčovému jevu dějin hudby, tzv. západní klasické (vážné) hudbě, jakkoli vedle ní i v Evropě zřejmě vždy existoval spodní proud hudby lidové (jež byl pochopitelně s vážnou hudbou v neustálé interakci). Západní vážná hudba ovlivnila i jiné kultury, spolu s evropskou kolonizací a rozvojem moderní civilizace a globalizace, jakkoli si některé kulturní okruhy uchovaly velmi svébytné vlastní tradice, které pohlcení západní hudbou dlouho vzdorovaly (např. Japonsko). Na začátku 20. století však došlo k dalšímu velkému přelomu, kdy byla vážná hudba vytlačena z hlavního proudu jazzem a začala se psát nová tradice, jejímž hlavním směrem se stalo to, co bývá nazýváno populární a rockovou hudbou. Ty lze považovat za jedny z prvních plně globálních kulturních jevů vůbec. I když si zachovávají místní specifika, společný základ je velmi patrný.

## Klasická hudba

### Středověká hudba

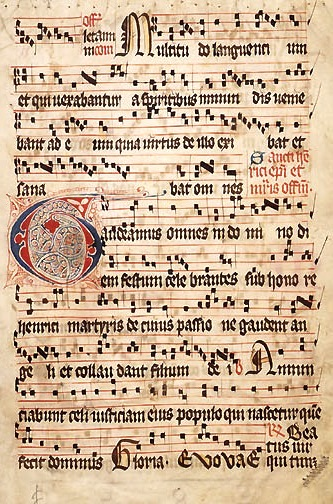
Graduale Aboense, notace gregoriánského chorálu z Turku

Za středověkou hudbu bývají označovány již počátky hudby křesťanské, silně ještě spjaté s antikou. Příkladem může být Hilarius z Poitiers (310 – 368), který využíval čtyř základních řeckých stupnic podobně jako písně, které byly zpívány v pohanských chrámech a na scéně světských divadel, avšak psal k nim křesťanské texty. Skládání duchovních písní se věnoval také svatý Ambrož, první arcibiskup milánský (340 – 397). I jeho písně napodobovaly antické vzory. Nápěvy k nim byly komponovány v řeckém slohu bez metrické formy, tedy všechny noty byly stejně dlouhé. Významným mezníkem vývoje hudby v raném středověku bylo, když dal papež Řehoř Veliký (540 – 604) kodifikovat a kanonizovat několik stovek liturgických zpěvů a nařídil, že při bohoslužbách je smějí zpívat jen vycvičení a vzdělaní kněží, a že liturgický zpěv musí být jednohlasý a bez doprovodu hudebního nástroje. To nadlouho zastavilo vývoj evropské hudby, nicméně přivedlo k dokonalosti jednu linii, zvanou gregoriánský chorál. Z různých lidových ohlasů na něj pak vznikaly první lidové duchovní písně, k nimž patří i český staroslověnský chorál Hospodine, pomiluj ny. Jednohlasnost byla přísně dodržována až do 11. století, kdy se prosadil vícehlas, což způsobilo hudební revoluci. Gregoriánský chorál je dnes znám právě ve své vícehlasé podobě. Období rozvinutého vícehlasu (od 12. do prvních desetiletí 14. století) se nazývá ars antiqua. Nejdůležitějšími hudebními formami tohoto období jsou moteta, conductus a dva typy rondelu. První etapa tohoto období je nazývána Notredamskou školou, jejímž nejdůležitějším přínosem bylo vytvoření formy organum purum a zdokonalení skladebné techniky discantus. Posledním obdobím středověké hudby je tzv. „nové umění“, tedy ars nova, jehož nejvýznamnějším přínosem je svěží melodika, rozmach instrumentace, rytmu, větší zájem o vertikální vztahy tónů a výrazný pokrok v notaci. Dochází k emancipaci a rozvoji harmonie, jakožto plnohodnotné součásti základních hudebních atributů. Jedním z druhů středověké hudby je i světská lidová píseň, která byla základem pro vznik evropské lidové hudby jako takové. Existovala sice nesporně již mnohem dříve, ale teprve z rozhraní 9. a 10. století pocházejí první dochované památky, například sbírka Carmina Burana. Později tento druh hudby obohatilo rytířské básnictví a zpěv trubadúrů a minnesengrů. Dědictvím středověku je rovněž notace, která má kořeny v 9. století. Základní její formou jsou neumy, od 13. století chorální noty a posléze mensurální notace. Za zakladatele mensurální notace se považují autoři sbírky starého vícehlasu Magnus liber organi (chybně překládáno Velká varhanní kniha), kapelníci mariánského chrámu v Paříži, Magister Leoninus a Perotinus Magnus. Výrazný pokrok v notaci přinesl teoretik Philippe de Vitry diferenciací délky tónů a rytmů.

### Renesance

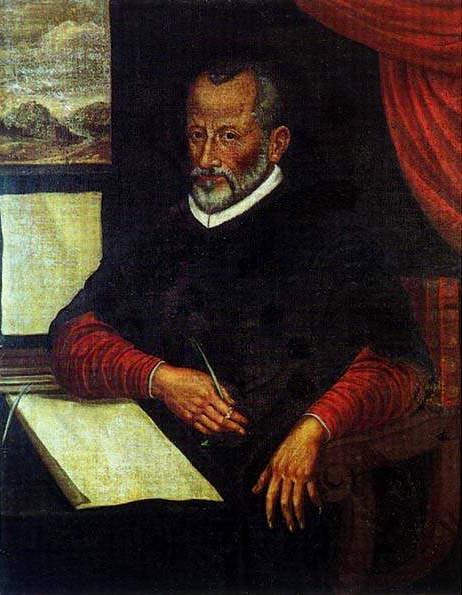
Giovanni Pierluigi da Palestrina

Renesanční hudba (zhruba 1400-1600) navázala na antiku důrazem na harmonii a konsonantností, tedy vzájemným provázáním všech částí díla. Typickou se stala polyfonie. Hudba začala sloužit k mnohem osobnějšímu vyjádření skladatele, již se nemusel držet tolik náboženské tematiky, ani přísných pravidel gregoriánské epochy. Základními žánry byly mše, moteta a později i madrigal. Nakročením k opeře byly monody. Celou epochu, hudbu nevyjímaje, ovlivnil vynález knihtisku. V hudbě umožnil mnohem větší a rychlejší šíření notací po světě.
Evropská renesanční hudba má tři epicentra. Klíčové bylo v oblasti mezi Francií a Nizozemím, hudební věda většinou hovoří o tzv. franko-vlámské škole. Klíčovým představitelem její první generace byl Guillaume Dufay, druhé Johannes Ockeghem, třetí Josquin Desprez, čtvrté Jacobus Clemens non Papa a páté pak Orlando di Lasso, patrně nejvýznamnější představitel celé této tradice. Z dalších franko-vlámských hudebníků lze jmenovat Jacoba Obrechta, Gillese Binchoise či Antoine Busnoise.
Druhou významnou školou byla italská benátská škola. K ní patřili Giovanni Gabrieli, Adrian Willaert, Andrea Gabrieli, Cipriano de Rore, Claudio Merulo nebo Gioseffo Zarlino. Třetí epicentrum renesanční hudby vzniklo v Anglii, kde ji reprezentovali William Byrd, Thomas Tallis, John Dowland a John Dunstable.
Nejvýznamnějším autorem epochy se stal ovšem muž stojící do značné míry mimo tyto školy, respektive pozoruhodně kloubící tradici vlámskou s tradicí italskou: Giovanni Pierluigi da Palestrina. Zcela zvláštní postavou renesanční hudby je také Carlo Gesualdo, jehož dílo docenily ovšem až pozdější generace. Zvláště pro romantiky 19. století se stal přitažlivým tématem díky svému dramatickému životnímu osudu a vnitřní rozervanosti.
Když Jacopo Peri složil skladbu Dafne, která je považována za první operu, šlo o důležitý signál přechodu k nové éře, baroku. Za podobně hraniční postavu je považován Jan Pieterszoon Sweelinck a zvláště Claudio Monteverdi.

### Baroko

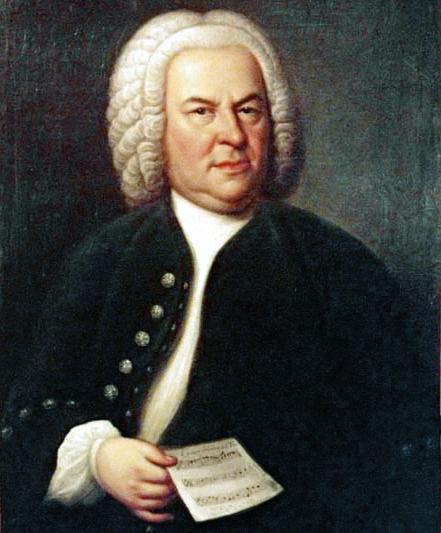
Johann Sebastian Bach

Barokní evropská hudba oproti renesanční zesložitěla. Typickou se stala zpěvnost a emocionální působivost – hlavním úkolem barokní hudby je přenášet pocity na posluchače. Je charakterizována použitím komplexu tonálního kontrapunktu a použitím basso continua, neboli souvislé basové linky. Ve vícehlasé vokální skladbě canzona se formovaly počátky sonátové formy, stejně jako formálnější představa o variacích. Tonalita dur a moll jako prostředek pro zvládnutí disonance a chromatismu v hudbě nabývají plného tvaru.
Během barokní éry došlo ke zvýšení popularity hudby hrané na klávesové nástroje, jako bylo cembalo a varhany; housle a rodina strunných nástrojů získaly podobu, která zůstala dodnes zachovaná. Od dřívějších hudebních a dramatických forem se začala odlišovat opera jako inscenované hudební drama a běžnějšími se staly vokální formy jako kantáty a oratoria.
Je zjevné, že k novým epicentrům hudby začalo patřit Německo, jak dosvědčuje především dílo Johanna Sebastiana Bacha, patrně nejvýznamnějšího skladatele epochy, nebo George Friedricha Händela, jakkoli ten nakonec působil na britských ostrovech. Ve Francii hudební baroko rozvíjel zejména Jean-Baptiste Lully, v Anglii Henry Purcell. Významnou roli si nadále udržovala Itálie, zvláště díky Antonio Vivaldimu. Prvně do vývoje hudby výrazně zasáhla také střední Evropa, včetně českých zemí, díky autorům jako byl Jan Dismas Zelenka nebo Heinrich Biber.
Nejvýznamnějšími a nejtypičtějšími barokními skladbami jsou Bachovy Braniborské koncerty a Dobře temperovaný klavír, Vivaldiho soubor čtyř houslových koncertů nazvaný Čtvero ročních dob a Händelovo oratorium Mesiáš. Barokní opera naopak časem spíše upadla v zapomenutí.

### Klasicismus

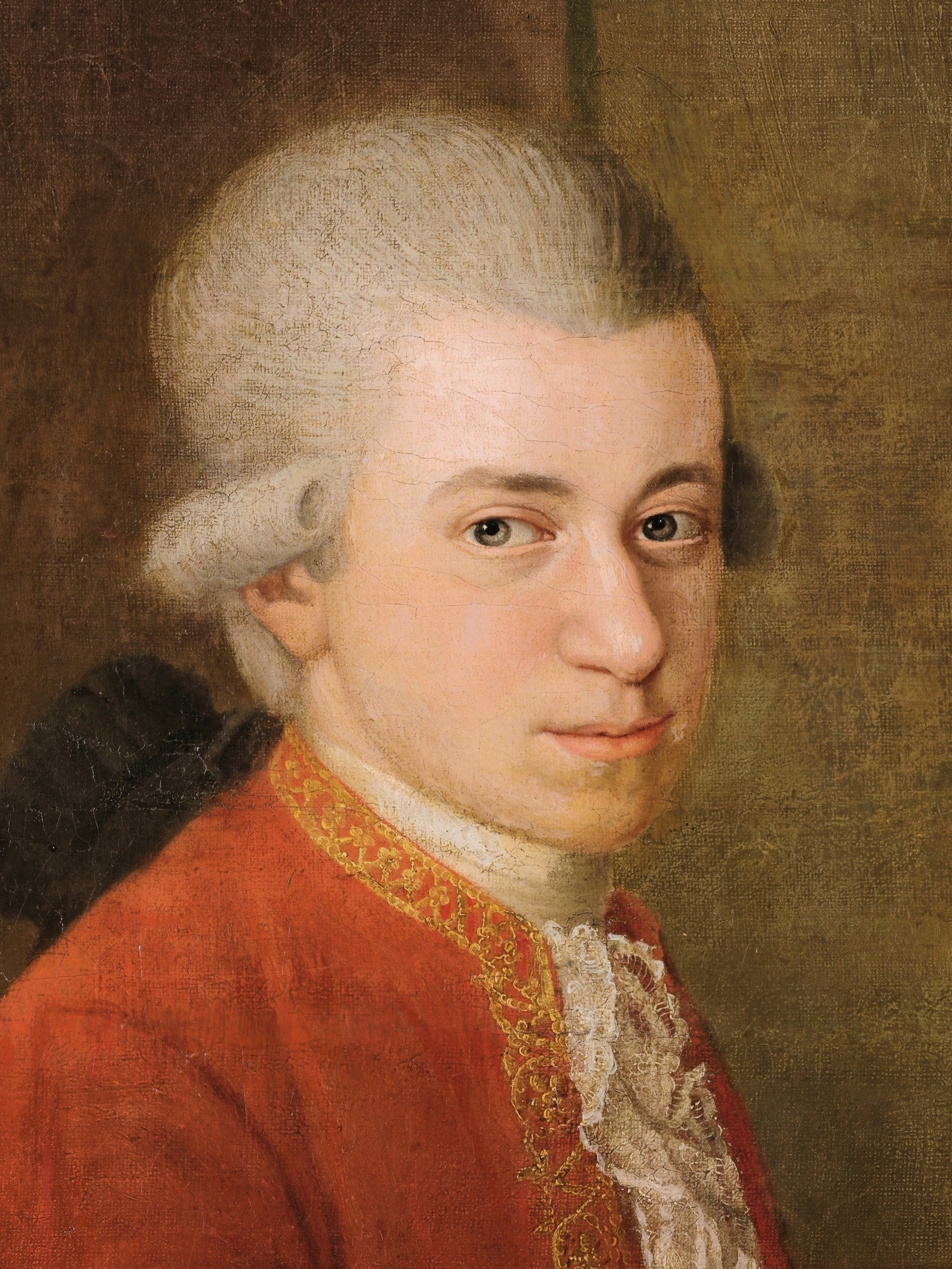
Wolfgang Amadeus Mozart

Klasicistní hudbu označují hudební odborníci většinou za zklidněnější, racionálnější a hravější oproti hudbě barokní. Alespoň, co se týče hlavního autora této epochy, Rakušana Wolfganga Amadea Mozarta, jednoho z nejslavnějších hudebníků všech dob. Mozart také prokázal rostoucí roli střední Evropy v hudebním světě na straně jedné a německo-jazyčného prostoru na straně druhé.
Klasicistní umělci se melodicky a harmonicky snažili o ucelené a přehledné hudební dílo. V období klasicismu se prosadily nové, oproti dosavadním hudebním útvarům složitější formy, např. sonátová forma, sonáta, sonatina, smyčcový kvartet atd. V éře klasicismu bylo zavedeno mnoho norem kompozice, přednesu a stylu. Byla to také doba, kdy se dominantním klávesovým nástrojem stal klavír. Došlo ke standardizaci základních nástrojů potřebných v orchestrech. Velký rozvoj zaznamenalo hudební divadlo, především žánr opery, zejména vzrostla popularita opery buffa. Jako zcela nová hudební forma vznikla symfonie. Rozvinula se forma koncertů pro sólové nástroje a orchestr, buď komorní nebo symfonický.
Mozartova díla patří k pevným součástem světového hudebního kánonu dodnes, mezi nejproslulejší se řadí opery Figarova svatba a Don Giovanni a poslední, monumentální, i když nedokončený opus, zádušní mše Requiem d moll. Dalším významným tvůrcem byl rovněž Rakušan Joseph Haydn, zvaný též „otec symfonie“, nebo „otec smyčcového kvarteta“. Jeho vrcholným dílem je oratorium Stvoření, z jeho 104 symfonií patří k nejvýznamnějším ta 94., zvaná též Překvapení či Surprise, neboť ji Haydn napsal v Londýně. Autorem, který stál na rozhraní epoch a odstřihl je od sebe, byl další německy mluvící tvůrce, Ludwig van Beethoven, většinou již ale řazený k romantismu. Vysokou úroveň si udržela hudba česká, k nejdůležitějším tvůrcům patřili Jan Václav Stamic, Antonín Rejcha, Josef Mysliveček, Karel Stamic, Jan Ladislav Dusík nebo František Benda.

### Romantismus

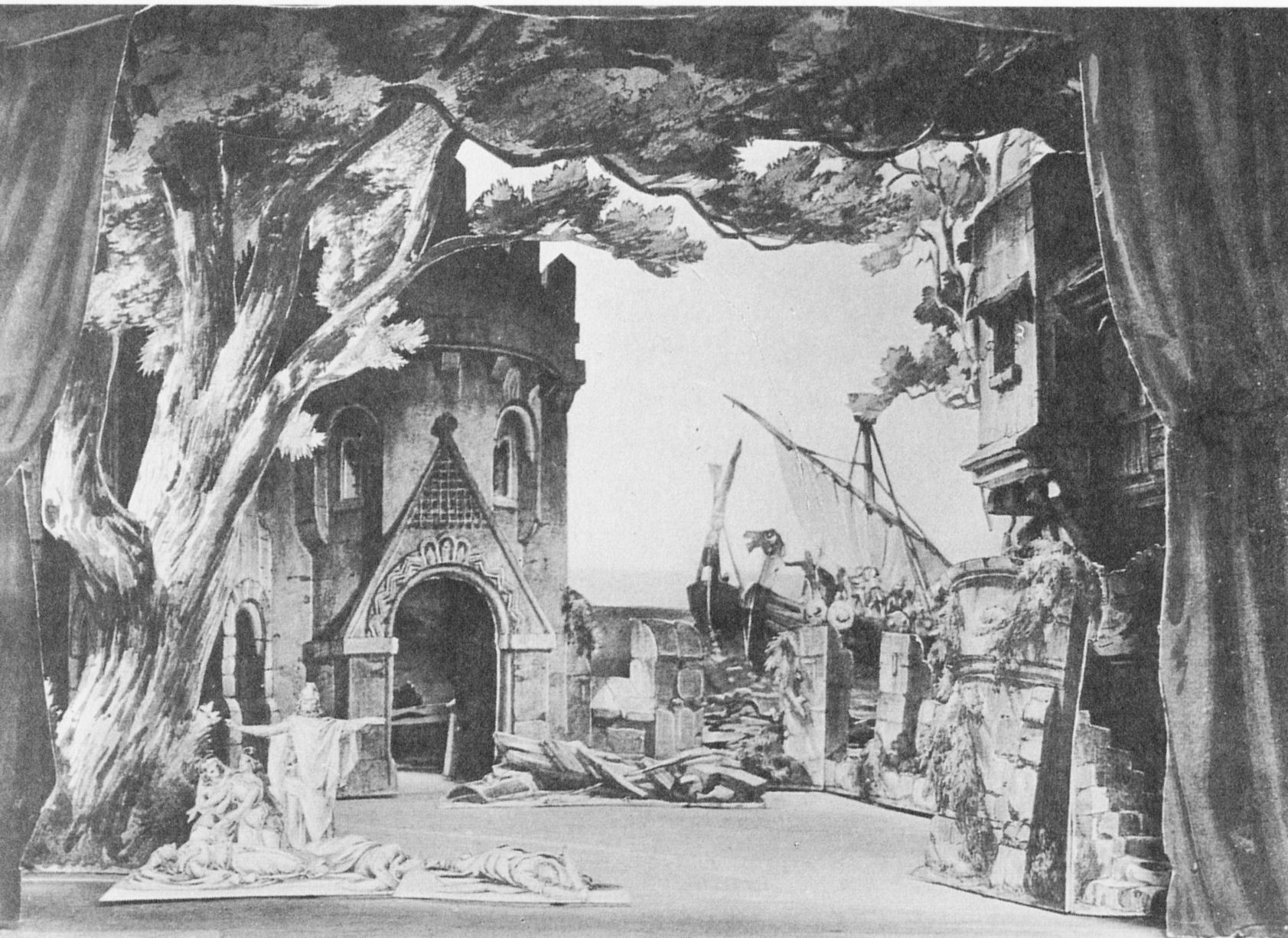
Scéna ze 3. dějství premiérové inscenace Tristana a Isoldy (Angelo Quaglio, 1865)

S 19. stoletím přišla hudební revoluce. Autoři začali věnovat velkou pozornost melodické linii, vsadili na velkou emocionalitu, rozbili tradiční harmonii a více než kdy předtím začali čerpat motivy z lidové hudby. Hudba se stala více chromatickou, disonantní a tónově barevnější, s napětím (s ohledem na přijaté normy starších forem) při nárůstu počtu předznamenání. Výsledkem byl hudební romantismus, často spojený s nějakým literárním motivem, který hudba měla zpracovávat, ilustrovat, rozvíjet (tzv. programní hudba). Styl zasáhl celou Evropu, přelil se i na jiné kontinenty a kraloval takřka celé století. Během té doby přinesl mimořádné bohatství, které se stalo základem evropské kultury, ale také jednotlivých evropských národních kultur, neboť v té době se moderní národy začaly formovat a nacionální ideje byly ostatně často přímo programem skladatelů.
Za zakladatelskou postavu slohu lze považovat Ludwiga van Beethovena, především díky jeho Osudové symfonii. Obrovskou roli začala hrát opera, která dosáhla vrcholů díky dílům Giuseppe Verdiho (Aida, La traviata, Nabucco), Gioacchino Rossiniho (Lazebník sevillský, Vilém Tell), Richarda Wagnera (Tristan a Izolda, Parsifal, Lohengrin, Prsten Nibelungův). Populární zůstala komická opera, například díky Richardu Straussovi (Růžový kavalír) nebo Bedřichu Smetanovi (Prodaná nevěsta). Mimořádný rozmach zaznamenala symfonie, díky Antonínu Dvořákovi (Novosvětská), Hectoru Berliozovi (Fantastická symfonie), Franzi Schubertovi (Nedokončená). Velmi důležitým žánrem se stal též balet, především díky Petru Iljiči Čajkovskému (Labutí jezero, Louskáček). Frederyk Chopin a Robert Schumann přivedli k vrcholu žánr klavírního koncertu, Felix Mendelssohn-Bartholdy houslového. Ferenc Liszt je označován za tvůrce programní hudby, Jacques Offenbach operety (Hoffmanovy povídky, Orfeus v podsvětí). Johannes Brahms dokázal, že ani žánr rekviem není mrtev (Ein Deutsches Requiem). Johan Strauss mladší se stal králem valčíku (Na krásném modrém Dunaji). Edvard Grieg naznačil možnosti scénické hudby, například jeho skladba Ve sluji Krále hor byla napsána pro druhý akt Ibsenovy hry Peer Gynt, a Grieg tak začal mapovat prostor, jenž později dobyla zejména filmová hudba. Na rozhraní epoch pak stojí dílo Gustava Mahlera, který se z romantických stanovisek prolomil k hudebnímu modernismu. Styl ale přežíval omezeně dál, i ve 20. století, jak dokládá například dílo Gustava Holsta (zejm. Planety) nebo Ralpha Vaughana Williamse, v souvislosti s nimiž muzikologové hovoří o pozdním romantismu.

### Modernismus

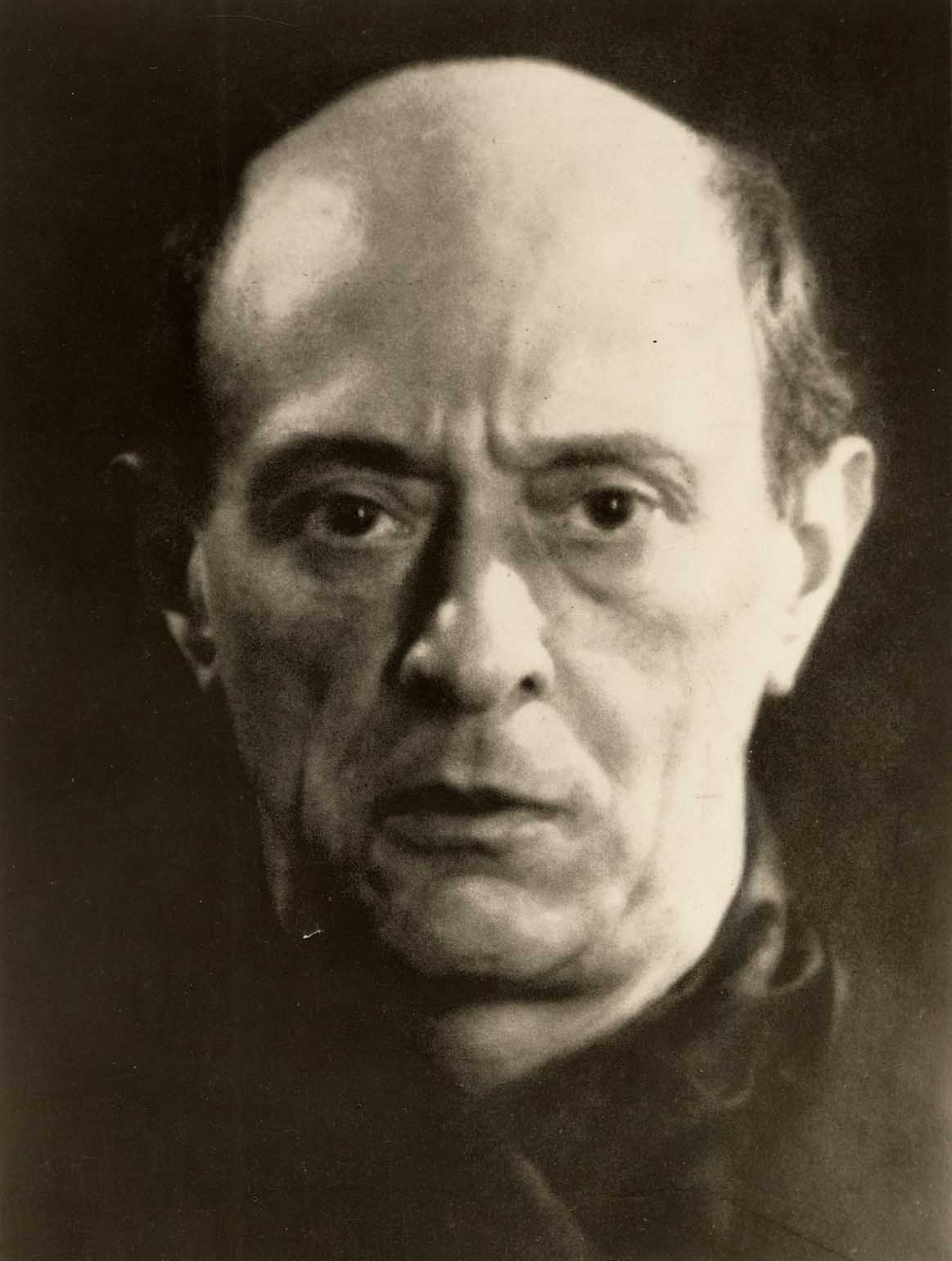
Arnold Schoenberg

Modernistická hudba je definována rozbitím některých tradičních struktur, jako je tonalita, metrický systém apod. Muzikologové hledají počátek modernistického průlomu buď v impresionismu, který reprezentovali nejčistěji Claude Debussy a Maurice Ravel, anebo až na konci 19. století, u Richarda Strausse, zejména v jeho Donu Juanovi (1888), a zejména pak v pozdních pracích Gustava Mahlera. Zatímco u těchto autorů se dá hovořit o koketérii s rozbitím starých forem, autoři jako Igor Stravinský (dvanáctitónová hudba) nebo zejména Arnold Schoenberg (atonalita) si toto rozbití pak dali přímo jako program. Zajímavé je, že někteří modernisté, jako Béla Bartók nebo Leoš Janáček, hledali inovace v napojení se na lidovou hudbu, podobně jako před nimi romantici - avšak s dramaticky jinými výsledky. Podobně to dopadlo, když se Jean Sibelius inspiroval národní mytologií.
Bylo zjevné, že publikum nese modernistické experimenty těžce a málokdy je doceňuje - nejslavnější opera Sergeja Prokofjeva Láska ke třem pomerančům se při své premiéře dočkala kupříkladu jen tří repríz - nicméně modernisté trvali na tom, že rozchod s vkusem a očekáváním publika je nevyhnutelný (podobné to bylo v literatuře). Jedním z důsledků této sveřeposti avantgardistů bylo, že lidové masy si začaly hledat jim bližší hudební formu. To, co začínalo jako okrajové jevy na periferiích (zábavná pásma ve varieté, jazz amerických černochů, hudba pro minstrelová představení nebo v honky tonk barech) získalo rychle oblibu, legitimitu a nakonec se stalo hlavním proudem západní hudební kultury. Modernisté tvořili sice dál, po celé 20. století (Alban Berg, Anton Webern, John Cage, Aaron Copland, Bohuslav Martinů), ale již jen pro úzký okruh posluchačů, většinou hudebně vzdělaných. Nešlo však o plné oddělení dvou světů, jeden ze směrů modernismu, minimalismus, reprezentovaný například Erikem Satiem, se stal styčným bodem mezi klasickou hudbou a jazzem, ba popem. Modernisté také pochopili, že i radikální hudební myšlenky jsou pro masy snesitelné, pokud se spojí s nějakou jinak silně populární kulturní formou, zejména filmem - touto cestou šel například Dmitrij Šostakovič.

### Klasická mimoevropská hudba

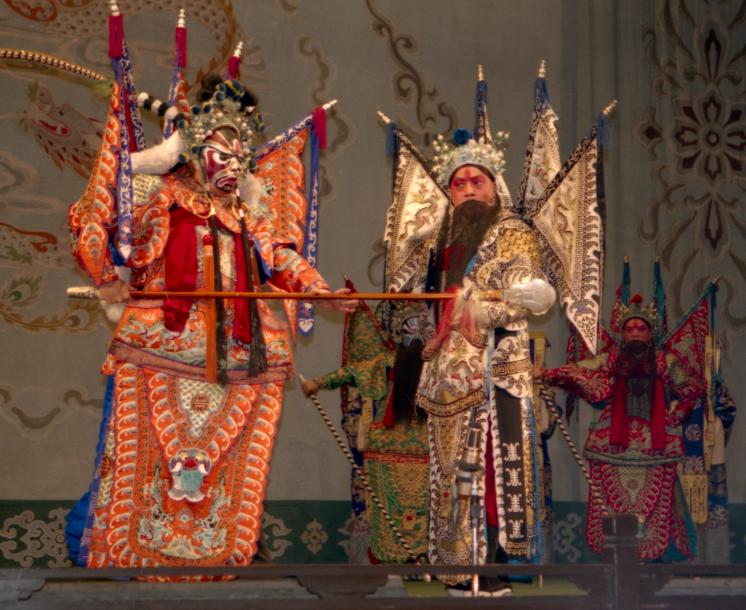
Čínská opera

I v jiných kulturních okruzích mimo Evropu se objevily pokusy hudbu a hudební divadlo standardizovat a vytvořit tak "vyšší hudbu", zřetelně oddělenou od hudby lidové, často v blízkosti královských dvorů nebo v rámci životního stylu šlechty. Nejdále tyto pokusy došly v Asii. V Číně se ustavila tzv. čínská opera. Na rozdíl od evropské opery vznikla v lidových vrstvách a uměním nejvyšší společnosti se stala teprve později. Za vrcholnou její éru bývá označováno 13. století. Kromě zpěvu a tance zahrnuje často i bojová umění, akrobacii, pantomimu, typické jsou výrazné masky a líčení. Existuje okolo stovky žánrů čínské opery, odlišených především regionálně, z nichž nejznámější je Pekingská opera. Ta vznikla v 18. století, za vlády dynastie Čching. Na jejím vzniku se bezprostředně podílel císař Čchien-lung, kterého okouzlily místní opery v jižní Číně (zejm. v An-chuej) a přivezl do Pekingu první soubory. Čínská opera se hraje  za doprovodu tradičních hudebních nástrojů: dvoustrunné housle er-chu, třístrunná loutna san-sien, tradiční loutna pchi-pcha, čínský roh, zvon suo-na, bicí nástroje pan-ku a ta-luo, činely bo, klapačky pchaj-pan atd.
Velkou tradici měla dvorská standardizovaná hudba i v Japonsku. U císařského dvora se od 7. století pěstoval styl zvaný gagaku ("elegantní hudba"). Tradiční japonské hudební divadlo nó (založené Zeami Motokijem) a komické divadlo kjógen (původně komické mezihry uvnitř nó) jsou provozovány od 14. století. Souhrnně se nazývají nógaku. Hudební doprovod, zvláště za pomoci loutny šamisen, měla i další tradiční japonská divadelní forma kabuki.
V Indii existují dvě hudební tradice, jihoindická, karnatská (Karnāṭaka saṅgītam) a severoindická, hindustánská, ovlivněná perskou tradicí (Śāstriya Saṅgīt). Ačkoli existují stylistické rozdíly, základní prvky jako śruti (relativní hudební výška), swara (hudební zvuk jedné noty), rāga (melodický vzorec) a tala (rytmické cykly) tvoří společný základ. Pozoruhodné je, že indická hudba byla od počátku spjata s hudební teorií. Například védský text Samavéda, jehož nejstarší části pocházejí z období 1000 let př. n. l., je takřka čistě muzikologický, přitom zároveň teologický. Indie neinklinovala ke standardizaci hudebního divadla, proti tomu ale velmi usilovala o přesná pravidla tanečního jazyka a i zde jsou na počátku teoretické práce, například sanskrtský text Natya Šastra, který má kořeny v 8. století př. n. l., ačkoli finální editace pochází z 2. století, rozvinul estetickou teorii zvanou rasa, která hovoří o tom, že úkolem každého vystupující umělce je diváka unést do jiné reality, kde může prožít podstatu svého vědomí.
Klasická hudba, vyhrazená elitě, se vyvinula i v Persii, ponejprv za Sasánovců, kde měl v jejím ustavení sehrát klíčovou roli hudebník Barbad (kořeny u něj má i styl makam, který se později stal klíčový při formování turecké lidové hudby). Po dobytí Persie muslimy i zde hudbu ovlivnila hudební teorie, kterou reprezentoval zejména Avicenna, Al-Fárábí nebo Safi al-Dín al-Urmaví.

## 20. století

### Jazz

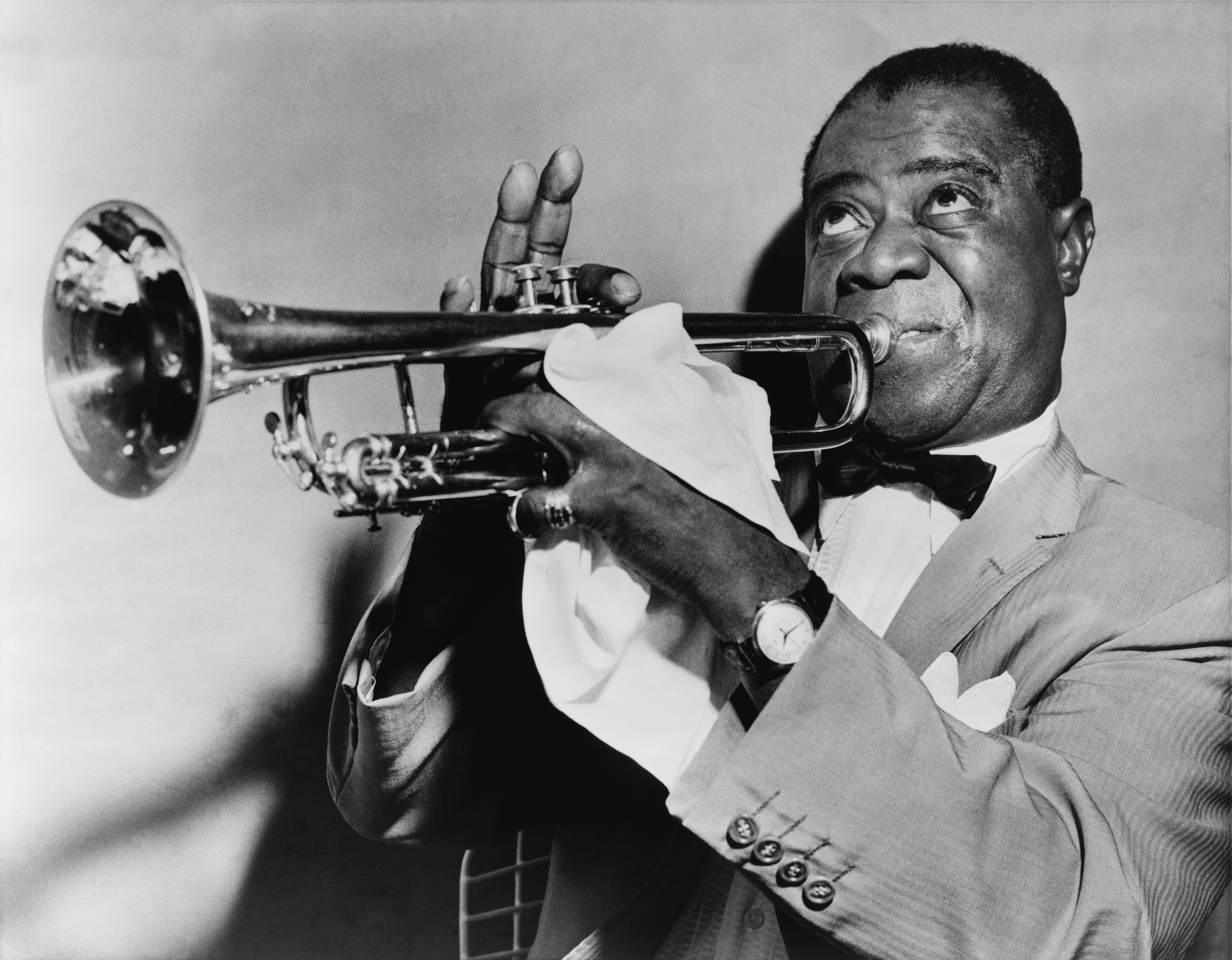
Nejslavnější jazzman Louis Armstrong

Na konci 19. století vznikl v černošských komunitách ve Spojených státech ragtime, specifický způsob klavírní hry, s pravidelným rytmem v polkovém či pochodovém tempu s oktávovým basem na těžkých dobách a s bohatě synkopovanou melodií. Synkopa pochází z africké hudby, je to rytmicko-metrický útvar, který ozvláštňuje pravidelný průběh hudební fráze. K průkopníkům ragtime patřil především Scott Joplin. Ragtime je označován za předstupeň jazzu, ovšem jazzoví hudebníci se k němu vždy s úctou vraceli (např. Bugatti step Jaroslava Ježka). Z ragtime také vyšel styl hry na piano zvaný stride, který proslavil Fats Waller, později Art Tatum.
Dalším předstupněm jazzu je blues, jež vzniklo zesvětštěním náboženských písní amerických černochů - gospelů a spirituálů. Blues se od nich odlišilo sázkou na sólový zpěv namísto sborového a melancholičtější náladou, která dala celému stylu i název (slovo blues v angličtině vyjadřuje depresivní stav či smutek). Za otce blues je označován trumpetista William Christopher Handy, autor klasických skladeb jako The Memphis Blues nebo St. Louis Blues. K legendám stylu patří zejména kytarista B.B. King. Blues ovlivnilo vznik soulu (jeho klasiky se ve 2. polovině 20. století stali především Ray Charles, James Brown, Aretha Franklinová, z bílých umělců pak Janis Joplin, v Evropě například Van Morrison). Blues a soul pak měly obrovský vliv, kromě jazzu silně později ovlivnily pop-music (zejm. R&B), country, funk i rock.
Jazz, který převzal synkopický princip z ragtime, houpavé frázování (neboli shuffle) z blues a přidal improvizaci, vznikl na počátku 20. století, taktéž v černošských komunitách ve Spojených státech. Původ slova jazz je nejasný. Pojem se začal používat okolo roku 1915, pravděpodobně se jedná o zkomoleninu slova jasmine, které označovalo parfém jasmínové vůně, jenž byl v té době populární v New Orleans, jež bylo ohniskem jazzu (dalšími se staly New York a Chicago, města, kam po roce 1917 odcházelo mnoho neworleánských černochů poté, co v New Orleansu bylo zrušeno mnoho zábavných podniků, po založení vojenské námořní základny). V samotném New Orleansu vznikla jedna ze základních odnoží jazzu, často zvaná též původní jazz, tzv. dixieland, v němž typickými nástroji jsou trumpeta, pozoun, klarinet, banjo nebo tuba. K prvním slavným kapelám patřil Original Dixieland Jass Band, který roku 1917 nahrál první jazzovou nahrávku vůbec. 

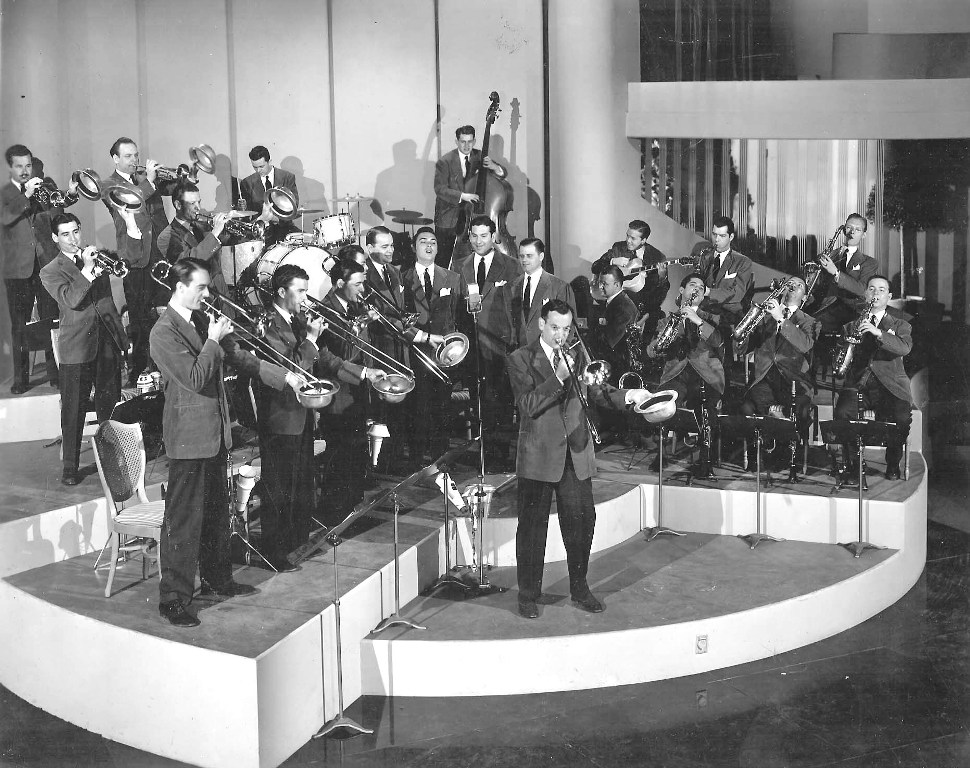
Orchestr Glenna Millera

Dalším velmi populárním směrem jazzu se stal swing, ten se rozšířil ve 20.-30. letech a hrály ho tzv. big bandy. Swing byl již velmi populární v širokých masách, především proto, že jazzové postupy upravil tak, aby na ně šlo dobře tančit. K průkopníkům swingu patřil klarinetista Benny Goodman, často zvaný „král swingu“. Jeho big band patřil k prvním, který hrál v americkém rozhlase a také v rodící se televizi. Spustil tak "jazzovou revoluci", jazz se stal životním stylem celé jedné generace. Goodman byl běloch, první, který se prosadil v „černošské hudbě“, což výrazně přispělo k tomu, že se styl stal široce přijatelným v celé americké společnosti. Big bandy přinesly do jazzu také jeden z jeho ikonických nástrojů - saxofon. K nejslavnějším big bandům patřil orchestr Glenna Millera. Dixielandu a swingu zůstal vždy věrný i legendární trumpetista Louis Armstrong nebo pianista Duke Ellington. Nejslavnější swingovou zpěvačkou se stala Ella Fitzgeraldová, zpěvákem Billie Holiday. 

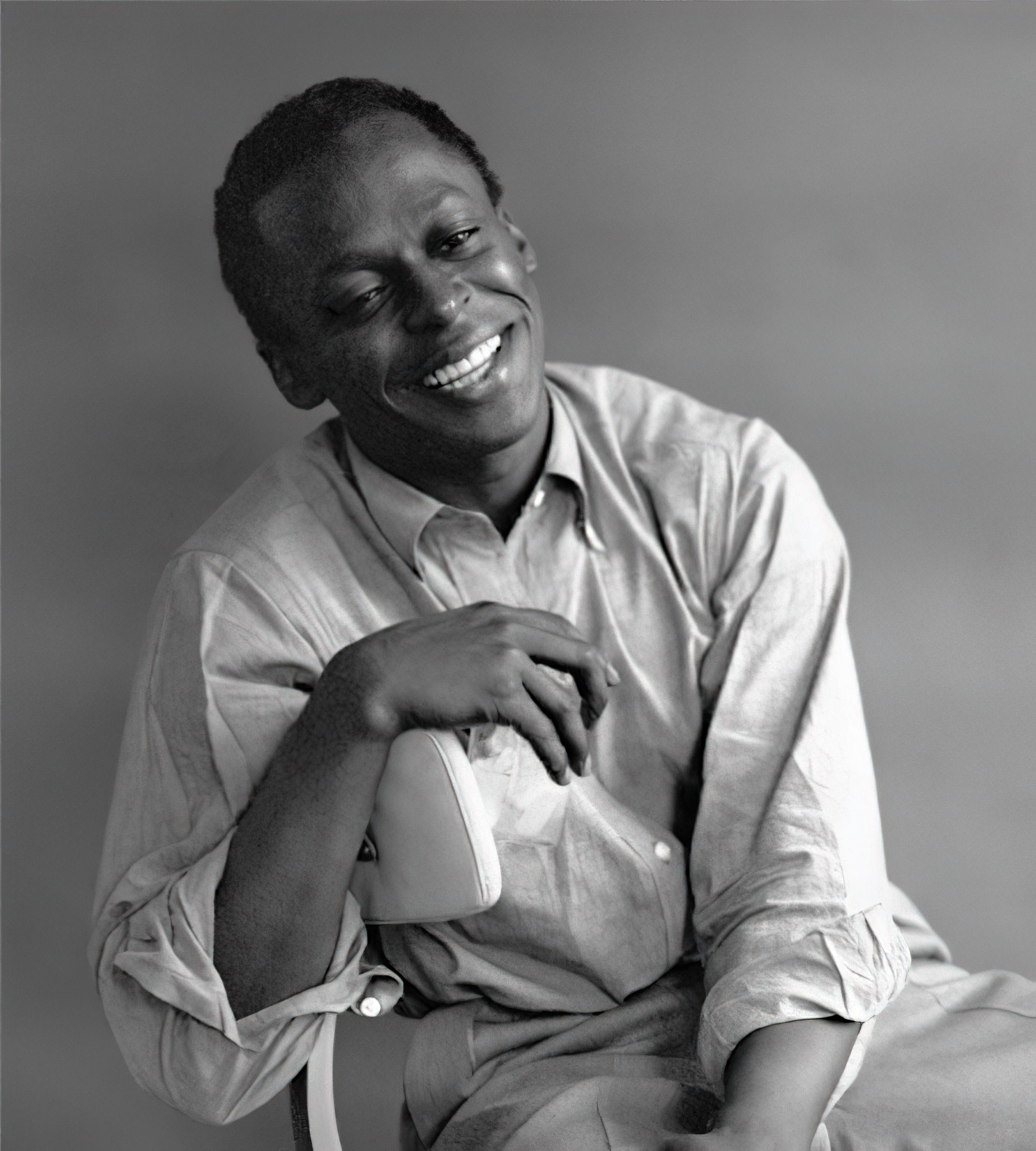
Miles Davis

Ve 40. letech se vyvinul další jazzový styl, bebop. Byl tak trochu vzpourou černošských jazzmanů proti swingu, kteří se takto pokusili si svůj styl „vzít zpět“. Byl silně improvizační, kořeny měl v černošských čtvrtích New Yorku, zejména v Harlemu, a rozhodující roli při jeho formování hráli trumpetista Dizzy Gillespie a saxofonista Charlie Parker. Louis Armstrong bebop s odporem nazýval „čínskou muzikou“, nicméně osvobození od diktátu rytmu, které přinesl, se stalo velkou inspirací pro free jazz, jež vznikl v 50. letech, a který je pro mnoho lidí dnes synonymem jazzu jako takového, díky autorům jako je John Coltrane nebo Ornette Coleman. Pramení v něm i další styly jako cool jazz, který proslavili muzikanti Miles Davis, Dave Brubeck, Chet Baker nebo Thelonious Monk, modal jazz (např. Bill Evans) ad.
V 50. letech nejprve kubánští imigranti v USA jazzové rytmy obohatily o unikátní latinoamerické prvky a vznikl latin jazz, později se jazzu chopila latinská Amerika přímo doma a fúzí jazzu a samby dala vzejít vlivnému žánru bossa nova (Antonio Carlos Jobim, João Gilberto, Sérgio Mendes, Stan Getz).
50. léta byla však také dobou, kdy se masová obliba přesunula na styly, které sice jazz ovlivnil a probojoval jim cestu, avšak stojí již mimo něj - rock a pop. Jazz se však dále vyvíjel, mimo hlavní proud. Vznikaly nové styly jako hard bop, acid jazz, smooth jazz a stále populárnější fúze jako jazz-rock aj. K nejvýznamnějším představitelům jazzu od 60. let patřili Kenny G, Chick Corea, Herbie Hancock, Keith Jarrett, Charles Mingus, Wynton Marsalis, Sonny Rollins, Dexter Gordon, Art Blakey, Bobby McFerrin ad.
Že jazz nebyl jen americkou záležitostí dosvědčují Kanaďané Oscar Peterson a Maynard Ferguson, Němci James Last a Theo Jörgensmann, Francouz Stéphane Grappelli, Angličan John McLaughlin, Jihoafričan Hugh Masekela, Nor Jan Garbarek, Velšan Karl Jenkins, Rakušan Joe Zawinul, nebo Ázerbájdžánka Aziza Mustafa Zadehová. Český jazz představovali Jaroslav Ježek, Jiří Šlitr, Gustav Brom, Miroslav Vitouš, George Mraz, Jiří Stivín nebo Emil Viklický. Je nicméně zjevné, že si jazz jistou lokálnost podržel a zůstal „amerikocentrický“, mnohem více než později pop a rock, které lépe splývaly s lokálními vlivy, bujely v osobité místní varianty a staly se ve 2. polovině 20. století prvními skutečně globálními hudebními styly, ba symboly kulturní globalizace, podpořeny v tom samozřejmě novými komunikačními technologiemi.

### Folk a country

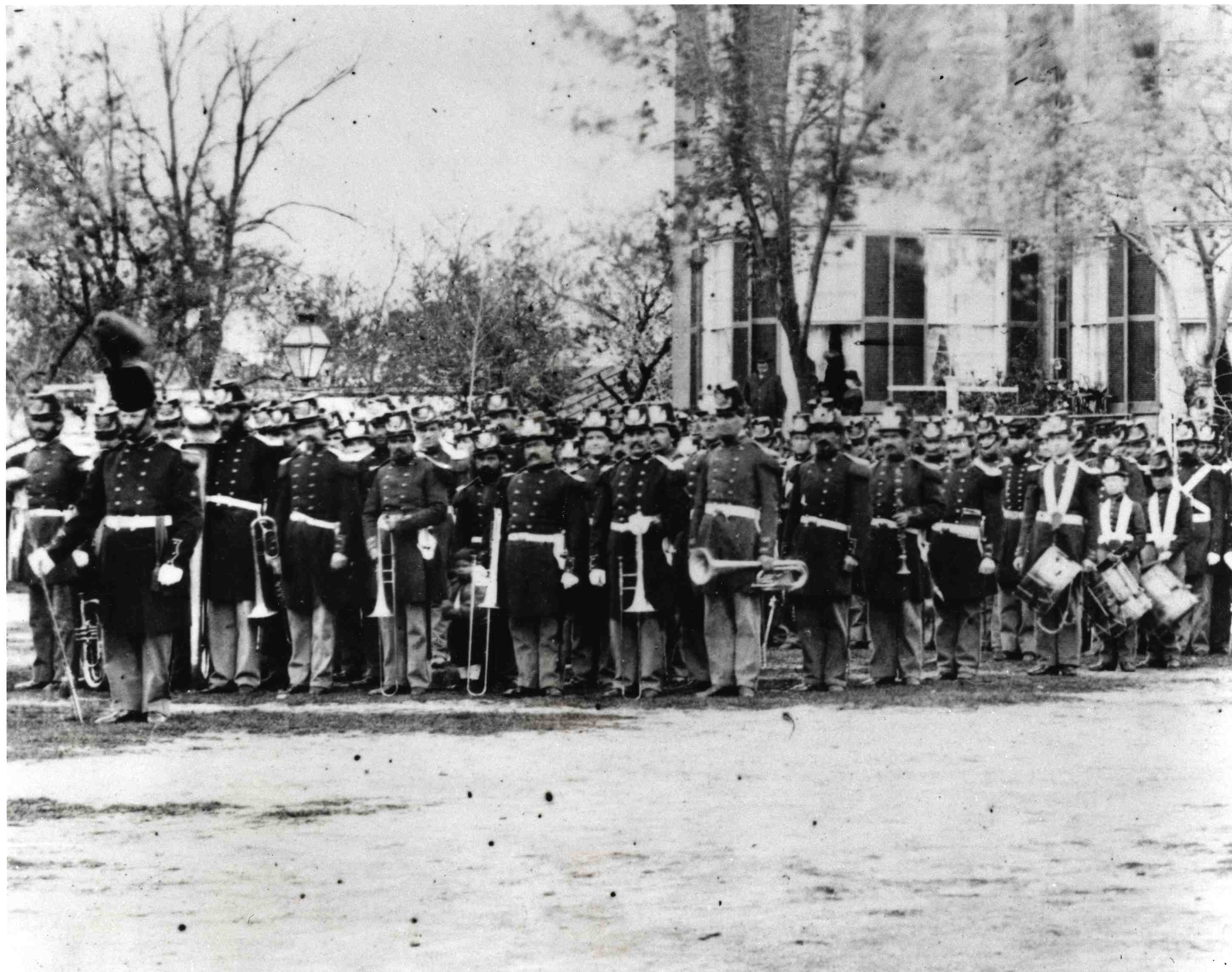
Jeden z nejslavnějších dechových orchestrů, „The President's Own“ (oficiálně United States Marine Band), roku 1864

Jazz vzešel ze specifického druhu lidové hudby, z lidové hudby amerických černošských komunit, která má africké kořeny. I „Bílá“ lidová hudba se stala zdrojem mnoha důležitých žánrů. V Evropě v 19. století poskytla své instrumentárium hudbě dechové, která ji zkombinovala s postupy a nástroji orchestrů vážné hudby. Velké orchestry byly spjaty zpočátku hlavně s armádou a typickým žánrem byl pochod, který skutečně původně často doprovázel pochodující vojsko. Velkou tradici si dechové orchestry získaly v armádě americké. Klasikem se zde stal například John Philip Sousa se svým pochodem Stars and Stripes Forever, nebo s The Washinghton Post March. Pozadu nezůstala ani britská vojenská hudba, která dala světu známý Colonel Bogey March. K nejslavnějším německým pochodům patří Preußens Gloria nebo Königgrätzer Marsch, oba z dílny Johanna Gottfrieda Piefkeho. Žánr byl nesmírně oblíben i v Rakousko-Uhersku. Klasikem v tomto prostoru se stal například Čech Julius Fučík, jehož vojenský pochod Vjezd gladiátorů se stal jednou z nejznámějších světových melodií, jakkoli díky využití v cirkusech, které Fučík původně nezamýšlel. Proslavený je i jeho Florentinský pochod. Vůbec nejslavnějším rakouským vojenským pochodem je však patrně Radeckého pochod Johanna Strausse staršího. Velmi oblíbená se stala vojenská pochodová hudba ale například i v Osmanské říši. Ve Spojených státech vznikla i silná tradice dechových orchestrů školních. Menší dechové orchestry daly pak vzejít žánru zvanému často dechovka. I zde se zrodily světoznámé melodie, jako například Škoda lásky Čecha Jaromíra Vejvody, jíž se ujal orchestr Glenna Millera (a Andrew Sisters a mnozí jiní) a široce ji zpopularizoval v kontextu big bandové hudby. Obecně by big bandová větev swingu bez dechové hudby 19. století asi nevznikla a ač si to málokdy fanoušci populární hudby 20. století uvědomují, je dechová hudba jedním ze základů moderního popu. 

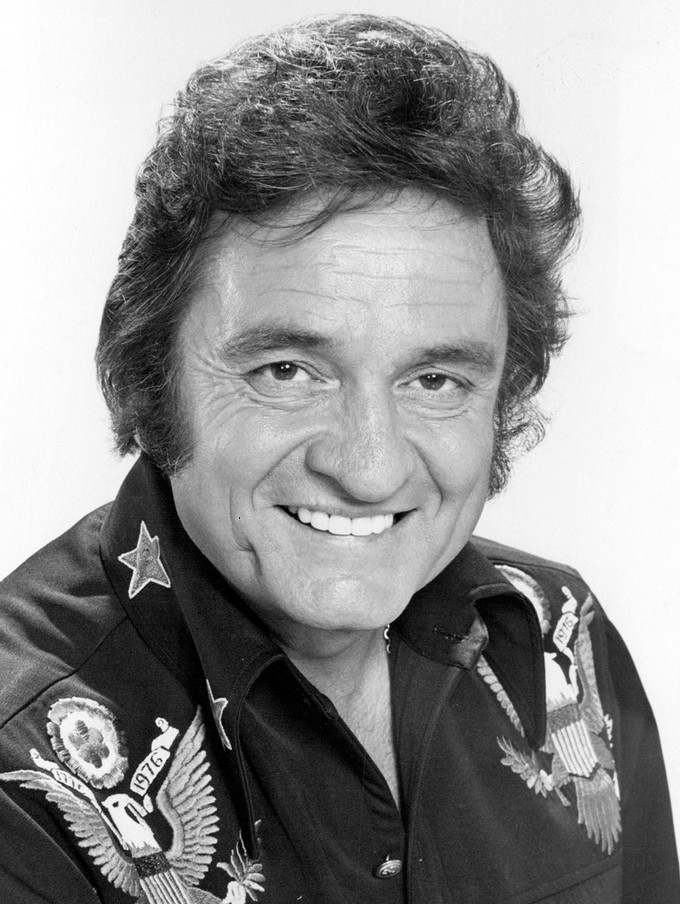
Johnny Cash

Poté, co jazz tolik prorazil a získal si masovou oblibu, i jiné tradice lidové hudby „zdvihly hlavu“. I lidová hudba (zprvu zvláště amerických) bělochů si začala hledat vlastní moderní výraz. Takto vzniklo country. Má kořeny v hudbě 18. století zvané old-time music, což byla lidová hudba zvláště irských, anglických, ale i jiných evropských přistěhovalců do severní Ameriky, pro niž bylo typické mj. užití banja, houslí, foukací harmoniky nebo jódlování, a která má možná kořeny až keltské. Tradice se vyvíjela s různými lokálními specifiky (apalačská hudba, kovbojská píseň, red dirt) a ve 20. letech 20. století byla tato tradice na jihu Spojených států oživena a skloubena zvláště s postupy blues. Tak vzniklo americké country, zpočátku často zvané též hillbilly a provozované v barech zvaných honky-tonk. Country bylo od počátku koncipované jako hudba taneční, čímž se odlišuje od silně spjaté větve, kterou můžeme nazvat folk (dnes v zásadě synonymum folk rocku nebo tzv. folk revivalu). Za „otce country“ je někdy označován „zpívající brzdař“ Jimmie Rodgers. Významnou roli v rozvoji country měla Carter Family. Ve 40. letech country zpopularizoval Hollywood, když si oblíbil některé „zpívající kovboje“, jako byli Gene Autry nebo Roy Rogers. Nevyhlášeným hlavním městem country je Nashville, kde byl v padesátých letech 20. století ustaven jakýsi hudební kodex country, sestava hudebních postupů určujících, jak má „pravé country“ vypadat (někdy se mu říká Nashville sound). Jeho ctitelem byl například Hank Williams, který zosobňoval prototyp obyčejného zpívajícího muže z amerického jihu. S Nashville soundem ale někteří country hudebníci polemizují, ba bojují, takový podvratný proud country reprezentoval Willie Nelson. Největší hvězdou country všech dob se stal Johnny Cash, který se přiženil do Carter Family, a jehož Folsom Prison Blues nebo píseň I Walk the Line patří ke country hymnám. I mimo Spojené státy se později rozšířila sláva country hudebníků jako jsou John Denver, Dolly Parton, Reba McEntire, Faith Hill, Garth Brooks, Emmylou Harris, Loretta Lynnová. Moderní americké country je silně spjaté s popem a není od něj takřka již odlišitelné, jak dokazují zpěvačky jako Taylor Swift a Kanaďanka Shania Twain, nebo skupina Dixie Chicks. Z country vzešly dva proudy, které silně ovlivnily vznik rokenrolu – rockabilly a bluegrass. Zatímco klasické country mělo kořeny v jižanských údolích a na pláních, kořeny bluegrassu byly horské (tedy více skotské). Za tvůrce stylu je označován mandolinista Bill Monroe a dal mu podobu zhruba na konci 40. let 20. století. Od country se má bluegrass odlišovat prý „původnějším“ způsobem hry zvláště na housle. Rockabilly byl základ, z něhož vyšel například i Elvis Presley, stálo tak na počátku rockové revoluce. Za typického představitele lze označit skupinu The Everly Brothers. Blíž ke country než k rocku má někdy tzv. jižanský rock, zvláště v podání skupin jako Lynyrd Skynyrd (jejíž nejznámější píseň Home Sweet Alabama je také někdy, trochu paradoxně, považovaná za hymnu country). Zvláštním jevem je obliba country v Německu a Česku, kde osobitou jeho polohu nalezl například Michal Tučný.

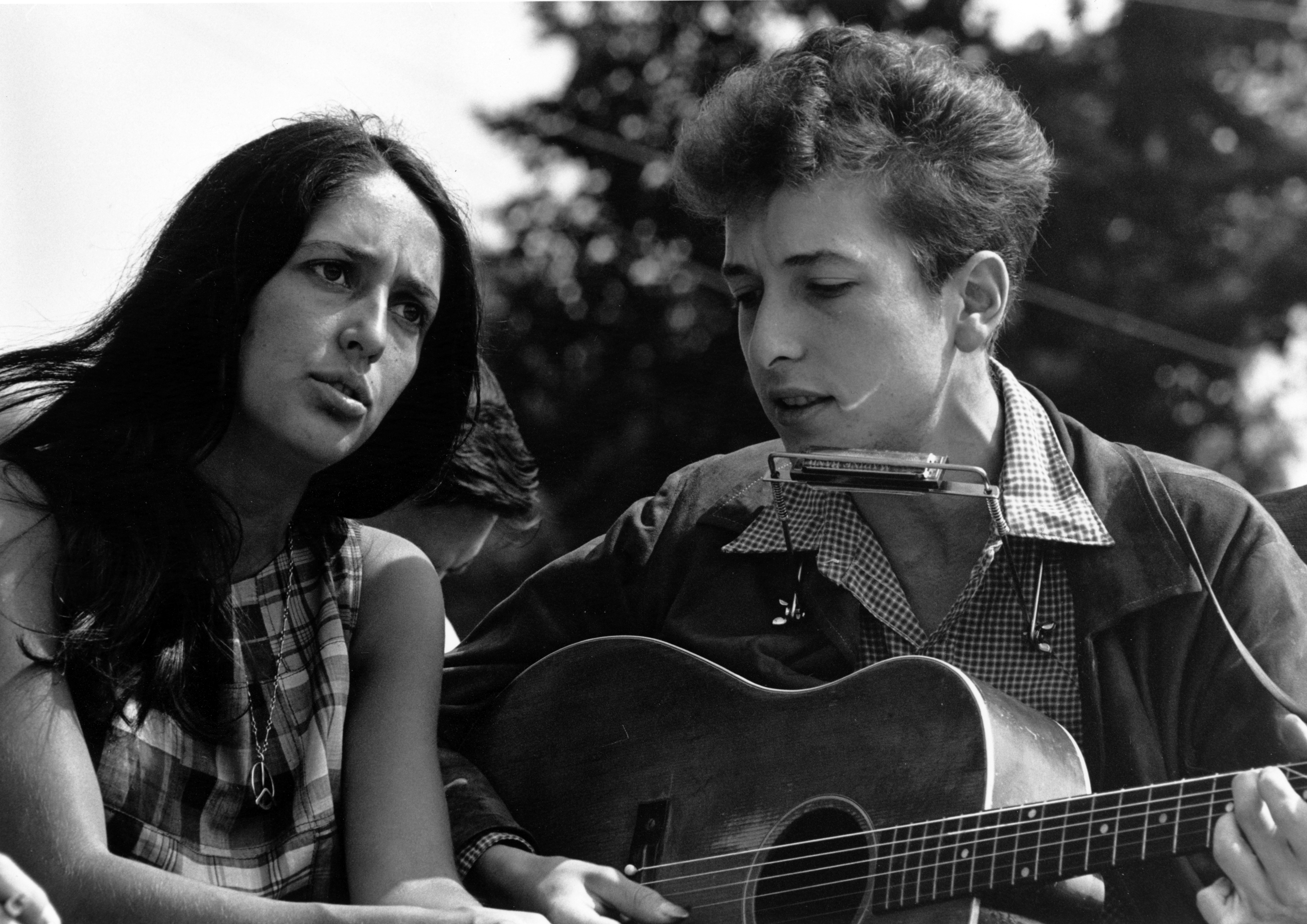
Joan Baezová a Bob Dylan

Krátce po vzniku moderního country, zhruba ve 30. letech 20. století, se zdvihla ve Spojených státech vlna zvaná obvykle folk revival. Hudební kořeny měla podobné jako country, ale nešlo jí o produkování hudby k tanci. Jejími představiteli byli spíše individuální umělci, takzvaní písničkáři, často vystupující jen s kytarou a foukací harmonikou, kteří využívali tradičních popěvků a někdy i textů, ale stále více do textů vkládali i osobní poselství, často politická, což souviselo s velkou hospodářskou krizí, která vypukla roku 1929. Zpočátku byli tito folkaři často přímo spojeni s americkým odborovým hnutím. Typickými představiteli této první vlny „nové lidové hudby“ byli Woody Guthrie, silně levicově orientovaný, a zvláště Pete Seeger, který napsal písně jako Where Have All the Flowers Gone?, If I Had a Hammer nebo Turn! Turn! Turn!, krom toho zpopularizoval tradicionál We Shall Overcome (česky znám jako Jednou budem dál). Folk přitahoval zejména bílé umělce z americké dělnické třídy, ale objevili se i černošští folkaři jako Lead Belly nebo Paul Robeson, kteří navazovali více na spirituály a tradicionály. Na konci 50. a na začátku 60. let na Guthrieho a Seegerovo dědictví navázala nová generace mladých umělců. Velmi uctivě se k dědictví předchůdců postavily skupiny The Kingston Trio nebo Peter, Paul and Mary. Nejvýznamnějším se však stal Bob Dylan, který namísto přezpívávání folkového kánonu (tzv. Great American Songbook) vsadil na vlastní, velmi poetické texty (které mu nakonec vynesly i Nobelovu cenu za literaturu) i nové melodie. Dylan napsal písně, které se staly jedněmi z nejznámějších melodií 20. století a dočkaly se bezpočtu coververzí: Blowin' in the Wind, The Times They Are a-Changin, Mr. Tambourine Man, přičemž řada z nich se stala hymnami hnutí za občanská práva v první polovině 60. let. Jiné Dylanovy hity jako Knockin' on Heaven's Door nebo Like a Rolling Stone vznikly až po jeho „konverzi“ k rocku (či folk rocku), přesněji poté, co začal zhruba v polovině 60. let užívat elektrickou kytaru, což vzbudilo mezi konzervativními fanoušky folku vlnu nevole, v současnosti už obvykle málo chápanou. Většina folkové hudby je dnes již elektrickou a rozdíl mezi folkem a folk rockem není ani vnímán. Sám Dylan, obtížně snášející rockovou slávu, se však nakonec vrátil spíše ke country, což souviselo i s jeho konverzí k velmi konzervativnímu křesťanství. K dalším představitelům druhé vlny folku v 60. letech patřila Joan Baezová, Neil Diamond, Simon & Garfunkel nebo Don McLean se svým megahitem American Pie. O něco později navázali Bruce Springsteen, pro něhož už ovšem byla elektrika samozřejmostí, nebo Suzanne Vega.  

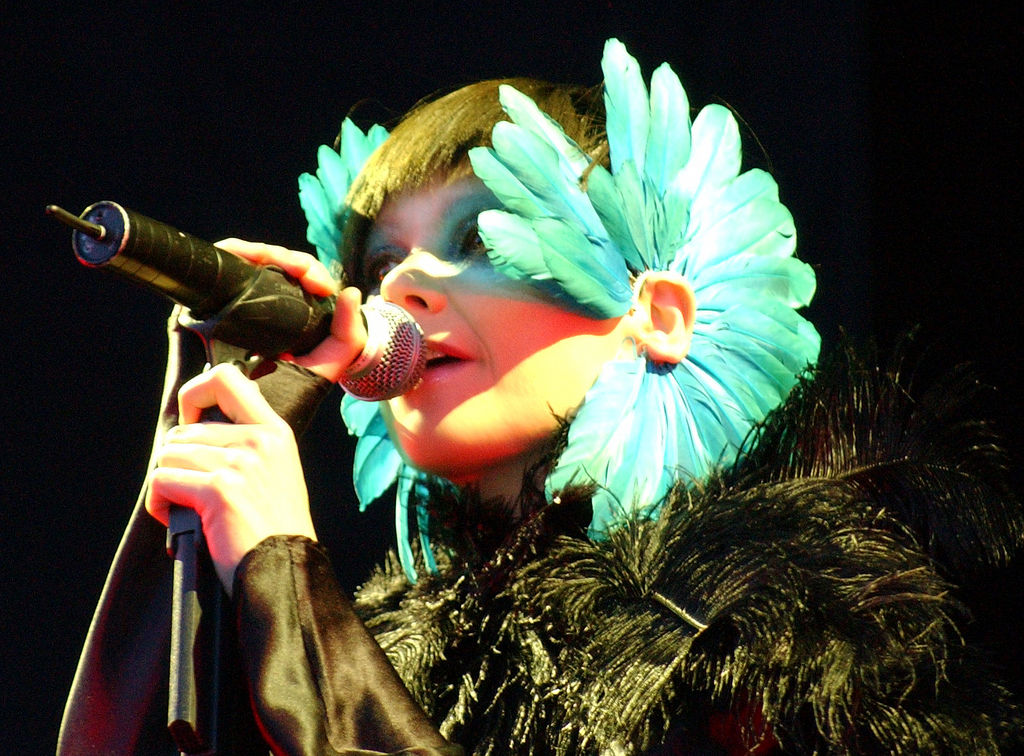
Björk

Významným bylo, že zatímco country zůstalo především americkým fenoménem a jeho evropské projevy se většinou nezbavily nálepky imitace, vlna folkového revivalu v USA se snadno přelila do jiných zemí a přinesla zcela originální plody, neboť se mohla napojit na místní folklórní tradice. V Rusku tak vzešla úroda v podobě písničkářů, jako byly Vladimir Vysockij či Bulat Okudžava, v Kanadě navázal Leonard Cohen nebo Joni Mitchellová, v Česku Karel Kryl či Jaromír Nohavica, v Srbsku Goran Bregovič, v Indii Ravi Šankar, na Jamajce Harry Belafonte, v Řecku Nana Mouskouri či Demis Roussos atp. Za součást folku lze ovšem označit i francouzský šanson, zejména v pojetí, které reprezentoval Georges Brassens nebo Jacques Brel, stejně jako místní pokusy nově uchopit tradici lokálních hudebních směrů jako samba (Antonio Carlos Jobim), flamenco (Paco de Lucía, Camarón de la Isla), fado (Amália Rodriguesová), tango (Ástor Piazzolla) atp. Od 80. let 20. století se pokusy navázat na folklór začaly spíše než pojmem folk označovat jako world music. Ta je definována tím, že si vypůjčuje mnohem širší spektrum postupů i z jiných žánrů než je lidová hudba a rock (zejména z jazzu) a ráda tvoří různé fúze. K nejoriginálnějším představitelům patří islandská zpěvačka Björk nebo irská zpěvačka Enya. Folkovou verzi new-age hudby prezentují irští Clannad. Opakem world music a ovšem i folku jsou snahy uchovat lidovou hudbu v její původní, co možná nejčistší podobě. Takové hudební soubory jsou pak označovány jako folklórní, v Česku existuje k jejich prezentaci například festival ve Strážnici.

### Muzikál a film

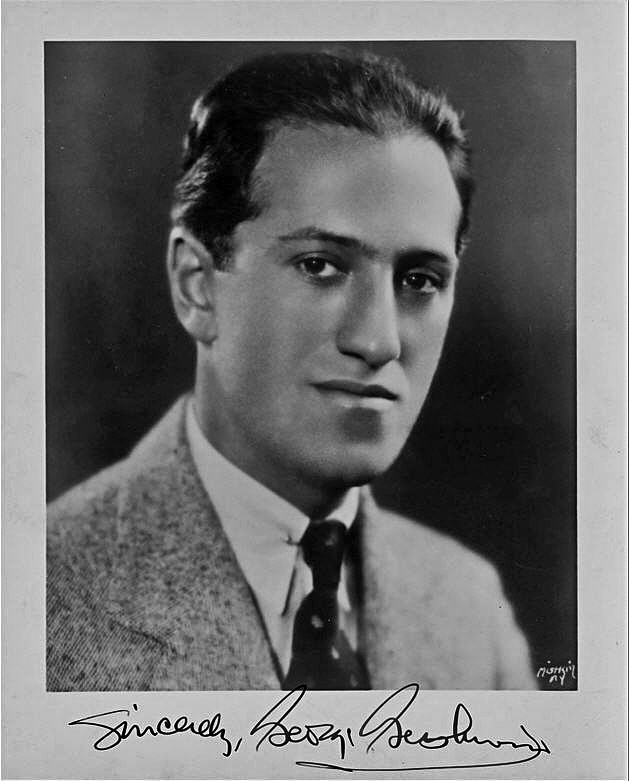
George Gershwin

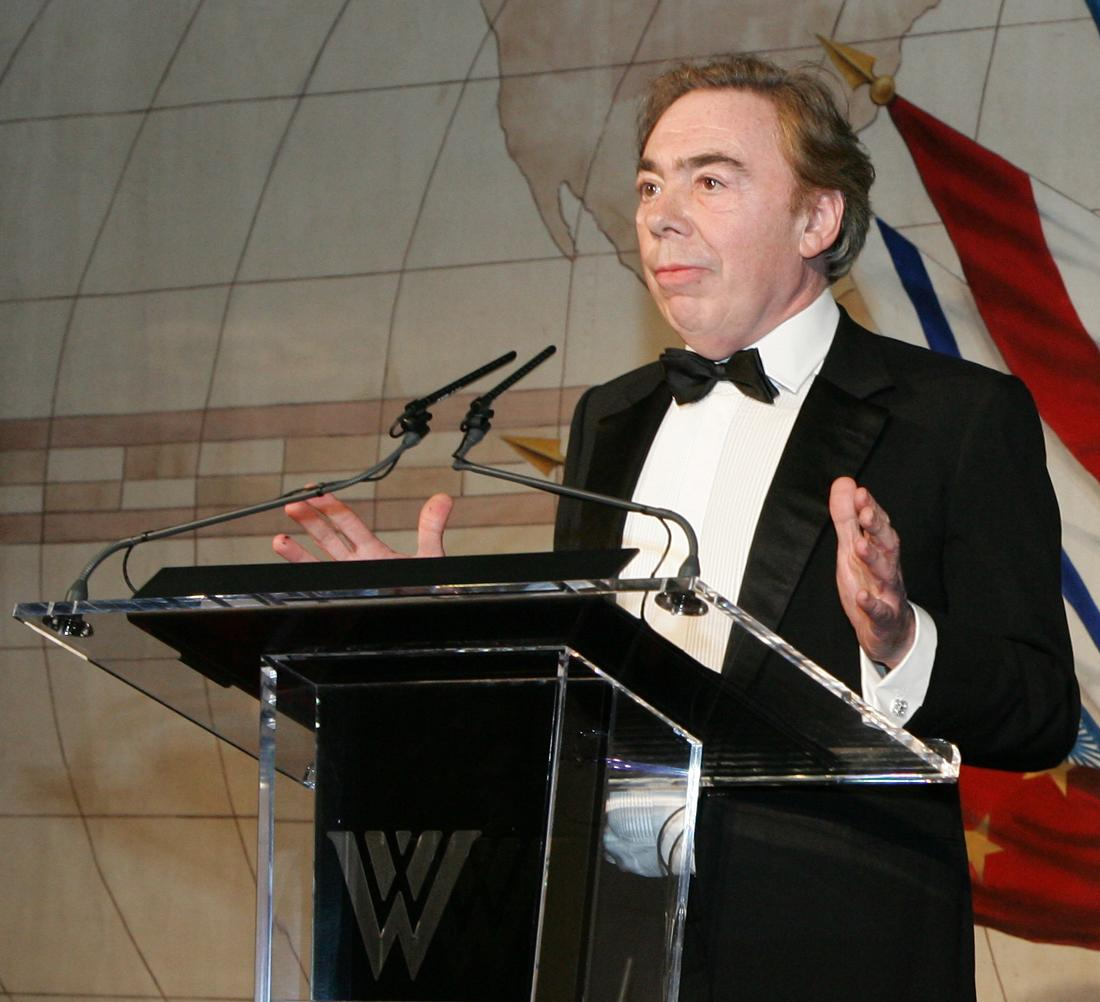
Andrew Lloyd Webber

Zábavná hudební představení mají hlubokou tradici. Italové jim říkali opera buffa a skládal je i Mozart či Rossini. V 18. století začaly ve velkých francouzských městech vznikat podniky pro lidovou zábavu zvané vaudeville, později varieté. Zpočátku hrály pásma nespojitých scének a písniček. Časem byl ale pro tyto zábavné podniky vymyšlen žánr zvaný komická opera, který na některé postupy opery buffa navázal, avšak upravil je pro potřeby dobového publika. K nejslavnějším komickým operám patřila Dcera pluku (1840) Gaetano Donizettiho, Orfeus v podsvětí (1858) Jacquese Offenbacha a především Carmen (1875) George Bizeta. Offenbachovský styl do Vídně přenesl Franz von Suppé a po něm zejména Johann Strauss mladší: Netopýr (1874), Cikánský baron (1885), Vídeňská krev (1899). Těmto vídeňským dílům se už říkalo opereta, hranice mezi komickou operou a operetou však nikdy nebyla zcela jasná. Rakouský typ se zpětně přenesl i do Francie (Hervého Mamzelle Nitouche), přesto rakousko-uherský prostor zůstal epicentrem žánru operety, jak dokazuje dílo Franze Lehára (Veselá vdova; 1905), Imre Kalmána (Čardášová princezna; 1915) nebo Oscara Strause. Opereta zdomácněla i v českých zemích (Rudolf Friml, Ralph Benatzky, Oskar Nedbal). V Anglii se zábavné hudební divadlo vydalo trochu jiným směrem. Rozhodl o něm zejména Arthur Sullivan, který od 70. let 19. století začal produkovat s libretistou W. S. Gilbertem díla, která nechal inscenovat ve svém divadle Savoy ve West Endu. Tím vznikla tradice londýnského West Endu jako jednoho z center muzikálu. Ve 20. letech s hudebním divadlem koketovala i berlínská avantgarda, Kurt Weill a Bertold Brecht uvedli na scénu svou Krejcarovou operu se slavnou písní Mackie Messer. Avšak nejvíce se sullivanovská inspirace nakonec uchytila v USA, na proslulé newyorské Broadway. Amerika měla svou vlastní varietní tradici tzv. minstrelů a burlesek, ve 20. letech ale sullivanovský vliv převládl a zformoval se žánr, kterému se v USA začalo říkat muzikál. Obvykle je za první americký muzikál označováno dílo Jeroma Kerna Loď komediantů z roku 1927. Pravidla žánru pak ustavoval zvláště Cole Porter a Irving Berlin. Revoluci v žánru ve 30. letech způsobil George Gershwin, když do něj vnesl jazzovou inspiraci, především v průkopnickém muzikálu Porgy a Bess (1935). Hvězdou 40. let se stal Richard Rodgers, který prorazil s muzikálem Oklahoma! (1943) a o dekádu později přidal další hit: Za zvuků hudby (1959). 50. léta přinesla i další dva klasické muzikály My Fair Lady (1956) Fredericka Loewa a West Side Story Leonarda Bernsteina (1957). Tím vyvrcholila zlatá éra muzikálu. 60. léta poté intenzivně hledala nové cesty a formy. Šumař na střeše (1964) Jerryho Bocka přinesl neotřelé prostředí židovské komunity na Ukrajině, Kabaret (1966) Johna Kandera téma vzestupu nacismu v Německu a Vlasy (1967) Galta MacDermota pak vstřebaly hippie a kontrakulturní rebelii a přímo reflektovaly aktuální rozpory americké společnosti. V 70. letech se však vkus publika změnil. Žádalo si návrat ke konvenčnějším tématům, ale zároveň oživení rockovou revolucí uplynulé dekády. První, kdo to pochopil, a stal se tak králem amerického muzikálu na dvě desetiletí, byl Brit Andrew Lloyd Webber. Jeho Jesus Christ Superstar (1970) přinesl muzikál nového typu, což bylo reflektováno i tím, že byl zpočátku nazýván "rockovou operou", aby bylo naznačeno, že hudebně je něco jiného než staré muzikály. Úspěšná byla i další Weberova díla: Evita (1976), Kočky (1981) či Fantom opery (1986). Konkurovat v 70. letech dokázal Weberovi stále ještě i Kander se svým Chicagem (1975), propátrávajícím jazzovou éru, a ovšem také "středoškolské retro z 50. let" Pomáda (1971). V 80. letech se objevila konkurence ve Francii, kde se žánru chopil Claude-Michel Schönberg a se svými Bídníky (1980) a s Miss Saigon (1989) nakonec dobyl i Broadway. V 90. letech se objevil fenomén tzv. hit-muzikálu, tedy muzikálového představení seskládaného z již slavných písní, obvykle jedné kapely či jednoho interpreta. Zdaleka nejúspěšnějším se stal ten využívající šlágry švédské skupiny ABBA: Mamma Mia! (1999). I ve 21. století se žánr dále vyvíjí a je schopen přitáhnout davy fanoušků, jak dokazují Producenti (2001) Mela Brookse, Čarodějka (2003) Stephena Schwartze nebo Hamilton (2015) Lin-Manuela Mirandy. Muzikály z jiné než americké, britské či francouzské líhně zaznamenají široký mezinárodní ohlas jen výjimečně. V českém prostředí se žánr stal nesmírně populární v 90. letech 20. století, nejúspěšnějšími se stala díla Karla Svobody, především Drákula (1995), který byl uveden i v Jižní Koreji, Rusku, Německu, Švýcarsku, Polsku či Belgii.

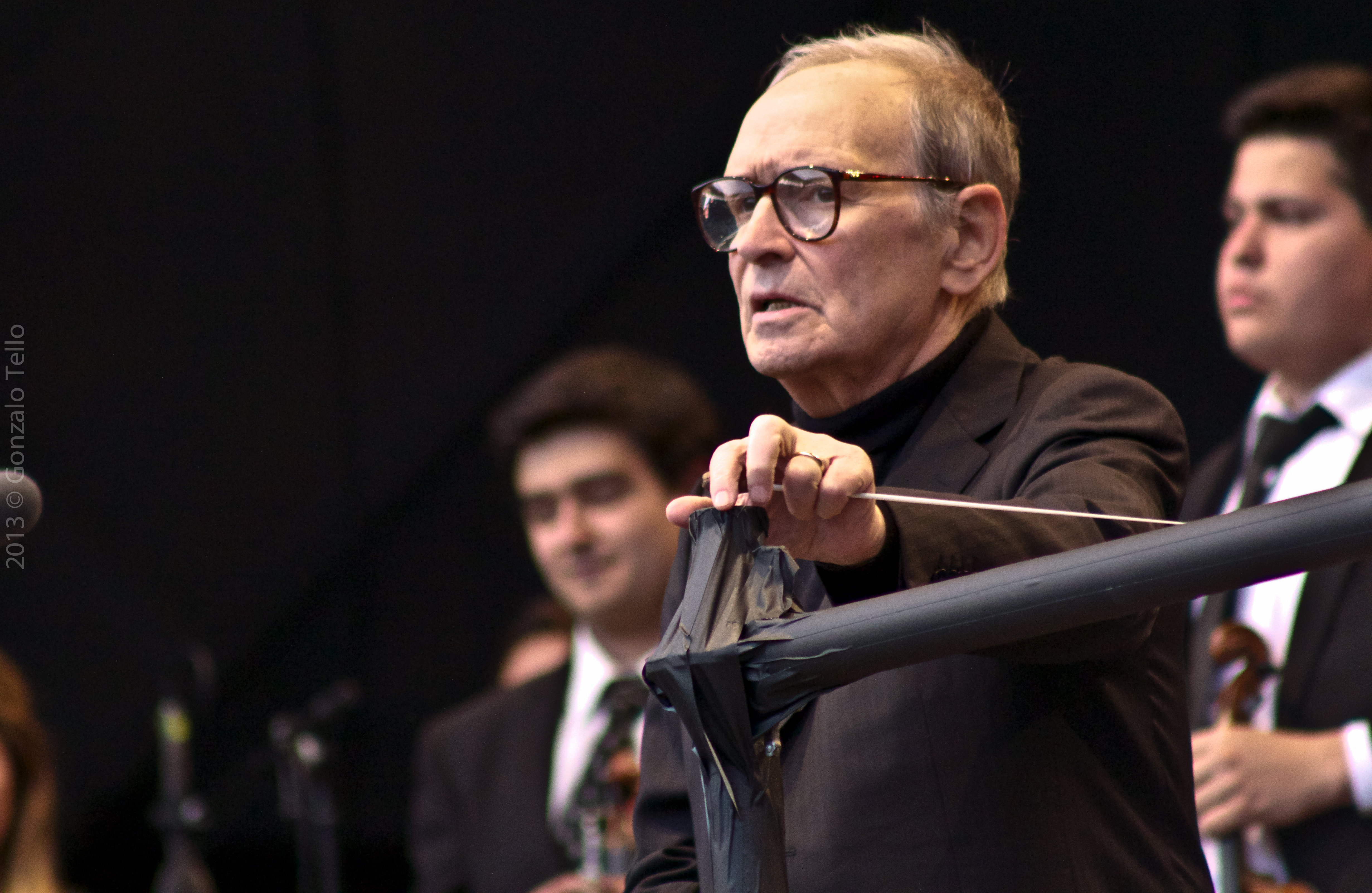
Ennio Morricone

Také filmová představení byla od počátku doprovázena hudbou, nejprve živou. U němého filmu tato hudba nesla silné významy, s nástupem zvukového filmu se zdálo, že její váha musí klesnout, ale nebylo tomu tak, hudební složka filmu se stala velmi důležitou a je stále více doceňována. Ve 21. století není výjimkou, že filmová hudba je inscenována samostatně, ať už s ukázkami z filmu, jež měla dotvářet, nebo bez nich, a to s velkým ohlasem publika (v jistém smyslu tak navazuje na programní hudbu romantismu). Těchto děl se nezřídka chápou i špičkové orchestry vážné hudby a autoři filmové hudby tak vytvářejí i jakýsi populární proud hudby klasické. Není také výjimkou, že filmová hudba se stane mnohem známější a oceňovanější než samotné filmové dílo - asi nejslavnější skladatel této hudby 20. století, Ital Ennio Morricone, vytvořil řadu svých nejoceňovanějších skladeb k "béčkovým" snímkům, westernům (Hodný, zlý a ošklivý, Tenkrát na Západě, Pro hrst dolarů) nebo kriminálkám (Profesionál). Světovou kulturou široce prostoupilo rovněž dílo Johna Williamse (Hvězdné války, Superman), Jamese Hornera (Titanic, Avatar), Henryho Manciniho (Růžový panter, Snídaně u Tiffanyho), Johna Barryho (snímky s Jamesem Bondem), Bernarda Herrmanna (Psycho), Nino Roty (Kmotr), Mikise Theodorakise (Řek Zorba), Dannyho Elfmana (Batman, Spiderman), Jerryho Goldsmitha (Star Trek), Howarda Shorea (Pán prstenů), Elmera Bernsteina (Krotitelé duchů), Harolda Faltermeyera (Policajt v Beverly Hills, Top Gun), Billa Contiho (Rocky, Karate Kid), největší hvězdou posledních let je pak Němec Hans Zimmer (Lví král, Piráti z Karibiku). Jejich díla byla nesčetněkrát citována, parodována a dokáží okamžitě zpřítomnit určité téma, žánr či atmosféru. Pravidla žánru ustavovali v éře klasického Hollywoodu především Miklós Rózsa, Max Steiner, Erich Wolfgang Korngold, Franz Waxman, Alfred Newman či Dimitri Tiomkin. K dalším významným hollywoodským jménům patří James Newton Howard (Hunger Games), Alan Silvestri (Forrest Gump, Návrat do budoucnosti, Polární expres), Michael Giacchino (Jurský park), Michael Kamen (Smrtonosná past), Thomas Newman (Skyfall, Spectre), Marvin Hamlisch (Podraz, Takoví jsme byli), Angelo Badalamenti (snímky Davida Lynche), Basil Poledouris (Barbar Conan, RoboCop) ad. V sovětském prostoru filmovou hudbu rozvíjeli Aram Chačaturjan, Gija Kančeli, Arvo Pärt nebo Isaak Osipovič Dunajevskij. Osobitou tradici si udržovala vždy francouzská filmová hudba: slavné francouzské komedie 70. a 80. let podbarvil nezaměnitelně optimistickou hudbou Vladimir Cosma. V Hollywoodu se proslavili Francouzi Maurice Jarre a Alexandre Desplat. K dalším francouzským tvůrcům patří Michel Legrand (filmy nové vlny), Yann Tiersen (Amélie z Montmartru), Georges Auric, Éric Serra ad. Britskou školu reprezentují Michael Nyman, Malcolm Arnold, Harry Gregson-Williams, David Arnold, Patrick Doyle. Z indického Bollywoodu vzešla hvězda Allaha Rakha Rahmana (Milionář z chatrče), z čínského filmu Tchana Tuna (Tygr a drak), z japonského Rjúiči Sakamota (Poslední císař), mezinárodně se prosadili i Islanďané Jóhann Jóhannsson a Hildur Guðnadóttir, nebo Poláci Zbigniew Preisner a Wojciech Kilar. Ve filmu se tradičně uplatňují i avantgardní skladatelé (Philip Glass, Tóru Takemicu), stejně jako významní jazzmani (André Previn). Stále významnější a doceňovanější je také hudba k televizním seriálům, Lalo Schifrina proslavil již v 60. letech seriál Mission: Impossible, seriál Kořeny Quincyho Jonese, Hra o trůny Ramina Djawadiho. Podobný význam si získává i hudba ke kresleným filmům (Joe Hisaiši, Randy Newman, Alan Menken, John Powell), nebo k počítačovým a videohrám - tradičně zejména v Japonsku (Jóko Kanno), ale již i na západě (Jesper Kyd). Z Čechů se v žánru filmové a televizní hudby proslavil Jan Hammer (Miami Vice). V rámci českého filmu to byli zejména Karel Svoboda, Zdeněk Liška, Luboš Fišer nebo Petr Hapka.

### Rock a pop

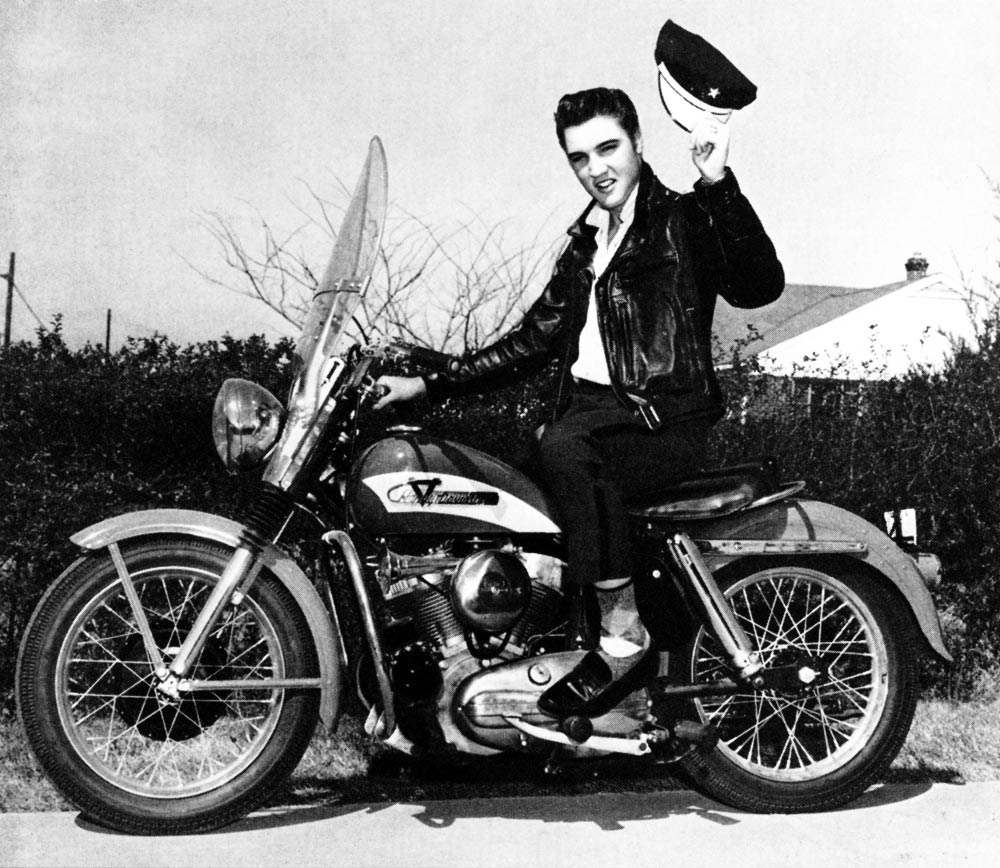
Elvis Presley

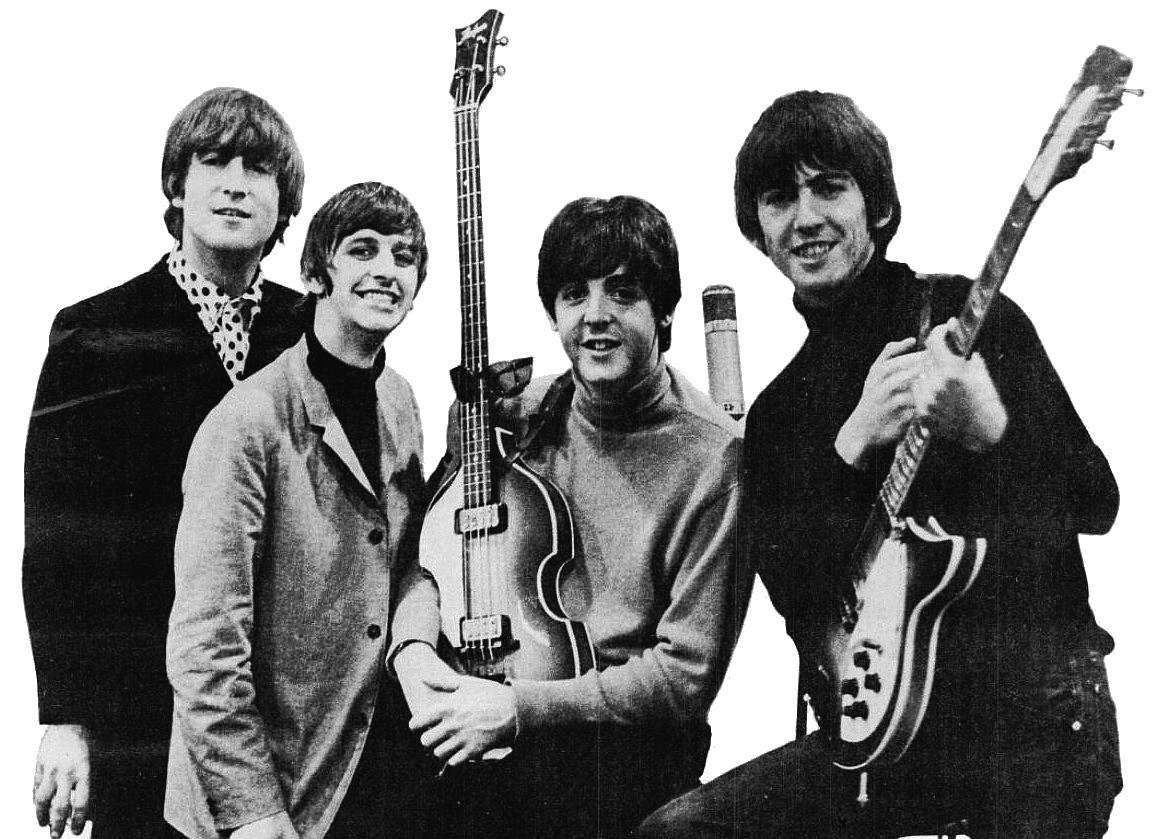
The Beatles

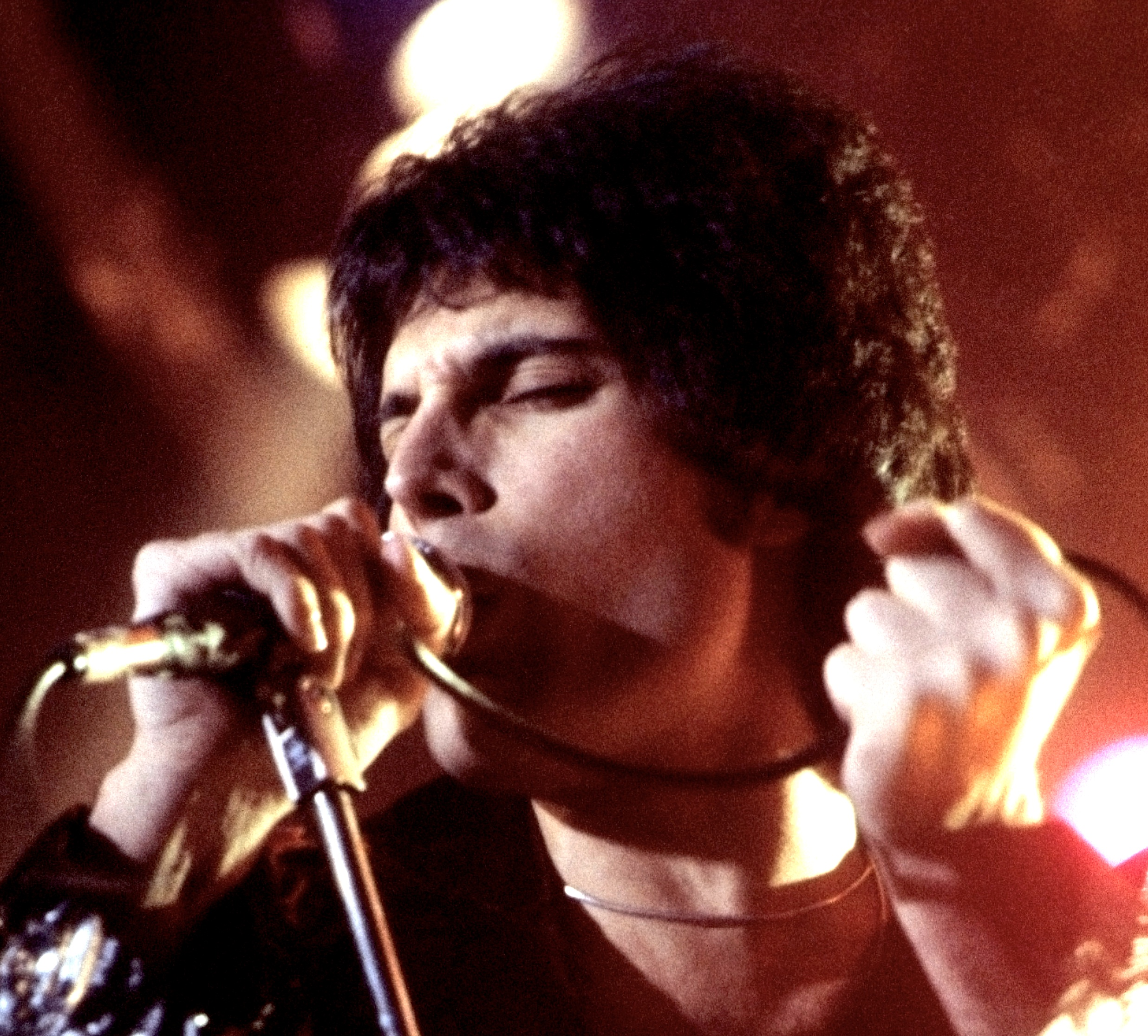
Freddie Mercury, lídr skupiny Queen

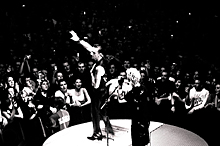
Depeche Mode

Rockovou revolucí se začíná psát historie moderní populární hudby. Tuto revoluci zahájil rokenrol. Vznikl v 50. letech 20. století, když vstřebal vlivy blues, soulu, boogie-woogie (taneční verze blues), jazzu, folku i country, neboli když, obecně řečeno, smísil tradici bělošské a černošské hudby v USA. Toto smísení bylo podmíněno především rozvojem rozhlasu, gramofonových desek a jukeboxů. Ikonickým nástrojem stylu se pak stala elektrická kytara vynalezená již v roce 1932, avšak široce využívaná právě až od 50. let. Pojem rock’n’roll v angličtině označoval původně houpavý pohyb lodi na vlnách a hojně se užíval jako metafora sexuálního styku. Pro označení hudební atmosféry ho již před vznikem rokenrolu užívali někteří gospeloví, bluesoví nebo swingoví hudebníci. S novou hudbou 50. let tento pojem spojil jako první diskžokej Alan Freed z Clevelandu v roce 1951. Kandidátů na "první rokenrolovou píseň" je mnoho, průlomový byl nicméně zejména song Good Rocking Tonight, který v roce 1947 nahrál bluesový zpěvák Roy Brown a pojednává o tanci, pití a sexu. Píseň se stala známá hlavně roku 1948, když ji převzal Wynonie Harris. V roce 1954 ji pak, jako svůj druhý singl, nahrál Elvis Presley a spustila se lavina. Do té doby byl rokenrol takřka výhradně „rasovou hudbou“ černochů a bílé masy vůči němu měly předsudky. Běloch Presley (a spolu s ním Bill Haley, Buddy Holly či Jerry Lee Lewis) je však zbořil a stal se idolem celé mladé generace. Poté už to měli černošští rokenroloví hudebníci mnohem snazší a i oni se rychle stali hvězdami – zvláště Little Richard, Fats Domino, Bo Diddley a Chuck Berry.
Elvis Presley se stal jedním z nejznámějších umělců 20. století, ba jednou z ikon celé této dějinné epochy. Presleyho písně jako Don't Be Cruel, Love Me Tender, Jailhouse Rock a ovšem také třeba Haleyho Rock Around the Clock (tedy především písně z let 1955-1957) se staly světově proslulý melodiemi. Presleyho sláva a celý rokenrol, brzy doprovázený osobitými tanci, zvláště twistem, také ukazovaly, že Spojené státy se staly obrovskou kulturní velmocí určující hlavní směr rodící se globální populární kultury (v Británii klasický rokenrol hrál např. Cliff Richard, ve Francii Johnny Hallyday, v Itálii Adriano Celentano). Americká hegemonie však nečekaně skončila v 60. letech. Tehdy se rockoví hudebníci v USA začali vracet k soulovým kořenům (Jimi Hendrix), objevovali reggae (Bob Marley), uchvátila je uvolněná atmosféra tzv. surf music (především The Beach Boys), na jihu se též objevil tzv. jižanský rock (zejm ZZ Top). Mainstreamové rockové publikum však obrátilo zrak jinam. Poměrně nečekaně Ameriku „vyhodila“ ze sedla parta mladých umělců v Británii, v Americe zvaná obvykle „britská invaze“. Rozhodující roli sehrály skupiny The Animals (zejm. hit House of the Rising Sun z roku 1964), The Rolling Stones a The Beatles, o něco později pak The Who a Pink Floyd. Za počátek „britské invaze“ bývá označováno vystoupení Beatles v americkém televizním pořadu The Ed Sullivan Show v roce 1964, které sledovalo 73 milionů Američanů (nadlouho rekord americké televize). Globální popularita Beatles překonala všechny předchozí milníky. Písně jako Yesterday, Hey Jude, Let It Be, Love Me Do, Help! nebo All You Need Is Love se staly hymnami jedné epochy. Britská vlna měla i inspirační sílu, jako první v Americe na nové hudební postupy britských rockerů reagovali Eagles (hit Hotel California) a The Doors. V polovině 60. let Bob Dylan rovněž otevřel dveře folk rocku, jeho představiteli se stali Neil Young nebo Bruce Springsteen.
Na konci 60. let se řada kapel (např. Cream Erica Claptona, ale i Beatles) uchýlila k tzv. psychedelickému rocku, inspirovanému užíváním LSD. To také znamenalo ovšem velký kulturní rozštěp, neboť řada rokenrolových umělců starší generace, obzvláště Elvis Presley, odmítla takové kultuře přitakat nebo být její součástí. „Progresivisté“, často politicky angažování, zejména v hnutí za občanská práva černochů v USA a proti válce ve Vietnamu, nicméně ukázali svou sílu na festivalu ve Woodstocku v roce 1969, který se stal symbolickou a velmi vlivnou kulturní a generační událostí (nejen pro hudbu, ale i pro spřízněné subkultury jako byli hippies, motorkáři apod.). Psychedelický rock pak plynule přerůstal v tzv. progresivní rock (např. Genesis), art rock (Nick Cave) a jazz rock (Frank Zappa), což však byly směry, na které masové publikum už zdaleka nereagovalo tak příznivě. Oživení přišlo znovu z britských ostrovů, kde se na začátku 70. let zformoval tzv. glam rock, který reprezentoval David Bowie či Rod Stewart, avšak největšího úspěchu dosáhla skupina Queen, která se v 70. a 80. letech dokázala stát globálním fenoménem úrovně Beatles, s hity jako Bohemian Rhapsody, We Are the Champions, We Will Rock You, Radio Ga Ga, Somebody to Love nebo s rozlučkovou písní The Show Must Go On. V Americe na glam rock brzy pozitivně reagovali Lou Reed či Iggy Pop.
Přirozenost vývojové linky od rokenrolu ke glam rocku však neuznávali zdaleka všichni. V 70. letech přišly i první vzpoury, které říkaly, že rock se stal příliš artificiálním, komplikovaným, intelektuálským a ztratil původní sílu a živelnost. První vzpoura žádající zjednodušení byla hard rocková (Led Zeppelin, Deep Purple, Uriah Heep, Whitesnake, Aerosmith, AC/DC). Další, už mnohem vážnější a žádající více agrese a temnoty, byla metalová (Black Sabbath). Třetí pak, vyznávající syrový, jednoduchý, naštvaný rock, byla punk rocková (Sex Pistols, The Clash, Ramones). Hard rock s původní vývojovou linkou víceméně splynul, punk a metal se začaly štěpit na řadu směrů (ska, oi music atp., všemožné metalové styly jsou probrány v samostatné kapitole) a vytvořily samostatný paralelní rockový vesmír spjatý s příslušnými subkulturami (punk, skinheads, satanismus apod.). Do rockového hlavního proudu z něj vystrkoval růžky spíše jen vizuálně provokativní shock rock (Alice Cooper, Kiss, později na tuto linii navázal Marilyn Manson).
Na klasickou linii, po přidání špetky punkové inspirace a hlavně se širším využitím elektronických nástrojů, navázala na konci 70. a na začátku 80 let zejména tzv. Nová vlna (zvaná též novoromantická, post-punková nebo synth rocková). Jejími nejvýznamnějšími představiteli se stali v USA The Velvet Underground, v Británii The Police (se Stingem v čele), New Order a Depeche Mode, v Austrálii INXS. Z nové vlny se odštěpila i mnohem popovější větev, někdy nazývaná synth pop (viz níže). Velmi blízko k rockovější linii new wave měl alternativní rock, jen o něco méně elektronický. Reprezentovali ho zejména R.E.M., The Cure a U2. Sílu si po celá osmdesátá léta udržoval i hard rock (Dire Straits, Def Leppard, Metallica, Bon Jovi, Guns N' Roses).

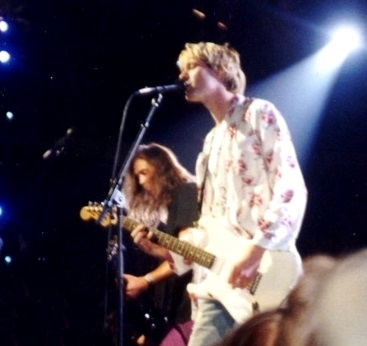
Kurt Kobain, zpěvák skupiny Nirvana

V 90. letech přišly tři mohutné rockové revoluce. Jedna měla kořeny v americkém Seattlu a byla nazvána grunge. Jejím hlavním představitelem byla kapela Nirvana, dalšími pak Pearl Jam, Alice in Chains či Soundgarden. Druhou mohutnou vlnou, programově opoziční ke seattleské depresi, byl tzv. britpop představovaný skupinami jako Oasis, Blur, Pulp či Suede a v pozdní formě, tzv. post-britpopu, i Coldplay. Třetí rockovou explozi představoval pop punk: Green day, The Offspring, posléze Blink-182, Simple Plan, Avril Lavigne, Sum 41. Všechny tyto směry sáhly k mnohem kytarovějšímu pojetí než nová vlna a mnohem jednoduššímu, punkovějšímu výrazu než glam rock či progresivní rock. Podobně kytarový byl indie rock, avšak mnohem jemnější a zklidněný, reprezentovali ho v 90. letech zejména The Cranberries. Nové objevy přinášel nadále alternativní rock (Radiohead, The Smashing Pumpkins, Garbage, Portishead, Lenny Kravitz, Thirty Seconds to Mars). 90. léta přinesla také vlnu rapu (viz níže), který navzdory mnoha interakcím s rockem (zejm. Bestie Boys) ovšem představuje specifický, separovaný svět. V nultých letech 21. století nicméně prvky rapu inkorporoval zvláště tzv. nu metal, popovější odštěpek metalového světa, reprezentovaný průkopníky Red Hot Chili Peppers, a posléze skupinami jako Linkin Park, Evanescence, Korn, Slipknot, Rammstein či Limp Bizkit. Podobný průlom z metalového světa do mainstreamu zaznamenal občas i symfonický či alternativní metal, zejména severský (Nightwish, HIM, The Rasmus ad.). Nultá léta přinesla do hlavního rockového proudu také vlnu emo, odlišující se však od staršího pop punku většinou jen vizuálně (Panic! at the Disco, My Chemical Romance, Paramore, Tokio Hotel).

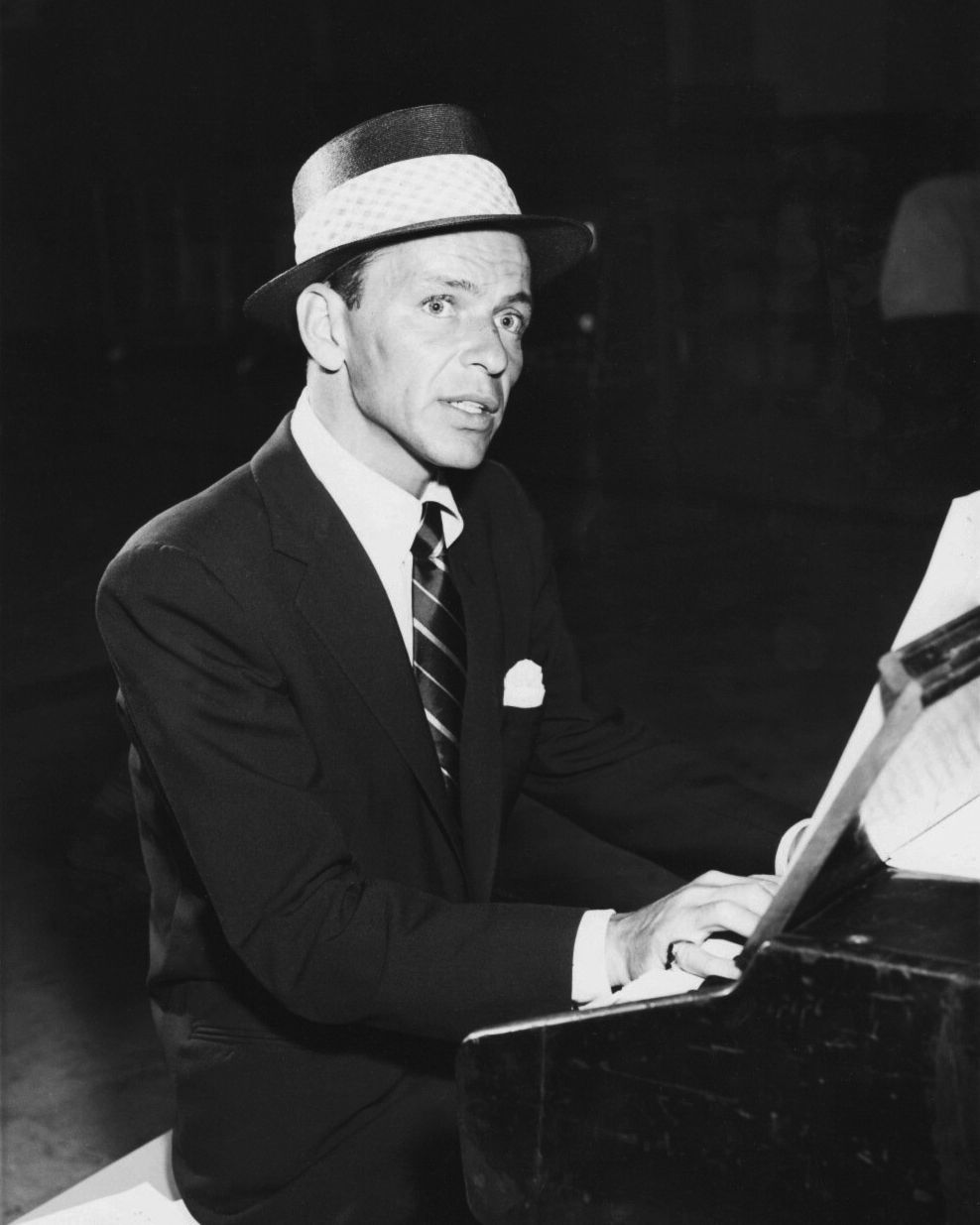
Frank Sinatra

Ve 30.-40. letech vznikla pop music, druhá hlavní linie populární hudby vedle rocku. Původně byla pop music spjata především se swingem, filmem a muzikálovým světem, později se ale mocně obohatila o soulovou, bluesovou, rokenrolovou, rockovou a elektronickou inspiraci. Prapůvodní muzikálovou a filmovou linii, obvykle nazývanou tradiční pop a úzce spjatou též se stylem easy listening, reprezentovali především Bing Crosby, Doris Dayová a Frank Sinatra, kteří kralovali ve 40. a 50. letech 20. století. Později se přidali Dean Martin, Nat King Cole (první velká černošská popová hvězda) nebo Tony Bennett, ve Francii pak Charles Trenet. Ani v 60. letech tato linie popu nezemřela a navázaly především nové hvězdy broadwayského muzikálového světa jako Liza Minnelliová, Barbra Streisandová nebo Sammy Davis mladší. I pozdější umělci se k tradičnímu popu, obvykle provozovanému s klasickým big bandem, hlásili a vraceli, například Linda Ronstadt, Celine Dion, Bette Midler, Lara Fabian, Michael Bublé nebo Seth MacFarlane. V Česku tak činil například Karel Gott, v Rakousku Udo Jürgens, v Rusku Alla Pugačova atp. 

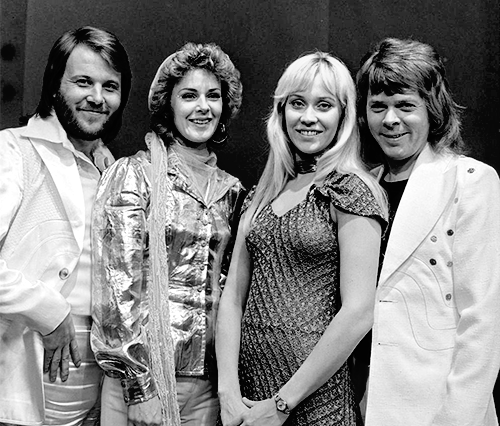
ABBA

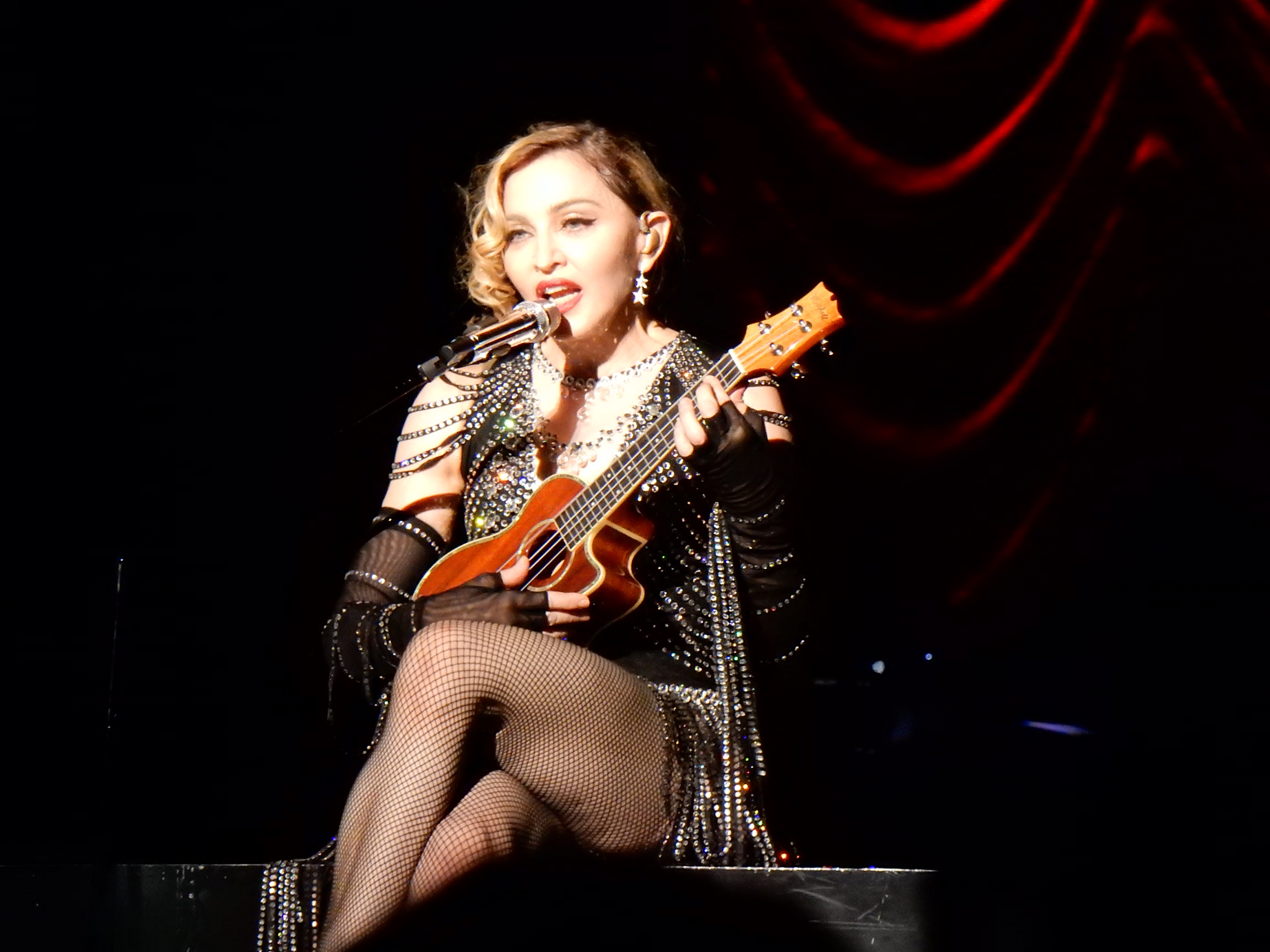
Madonna v Praze (2015)

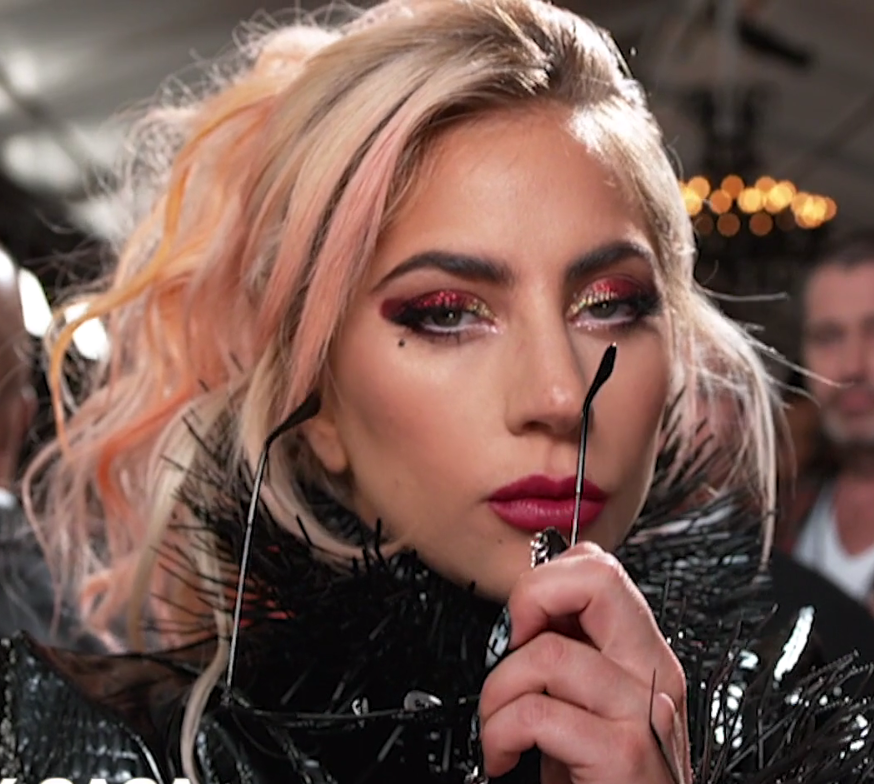
Lady Gaga

Druhý mohutný proud pop music vychází z R&B, funku a soulu. Ke klasikům, kteří esenci blues a soulu vypustili do popové řeky, patří Etta Jamesová, Diana Rossová, Nina Simone, Natalie Coleová, Aretha Franklinová, Stevie Wonder, Tina Turner a Lionel Richie. Všichni byli černoši a v 80. letech na ně navázala další afroamerická generace, především Prince, Whitney Houston a zejména Michael Jackson, který R&B postavil do středu pop-music a přisvojil si titul "krále popu". Oceňováno je zejména jeho propojení hudby s tancem (např. slavný moonwalk), průkopnická kvalita videoklipů (zejm. Beat It, Billie Jean a Thriller) a rozšíření hudebních možností moderního popu. I v 90. letech a na začátku 21. století zůstává proud popu založený na R&B velkou šancí pro černošské americké umělce, jak dokazují Rihanna, Chris Brown, Bruno Mars, The Pussycat Dolls, Destiny's Child nebo Beyoncé. Existuje ovšem také tzv. bílý soul (v Americe zvaný obvykle blue-eyed soul). Ve Spojených státech ho přivedli k výšinám Mariah Carey, Anastacia, Maroon 5, později například Jessica Simpson. Bílý soul má ovšem též velkou tradici v Británii. Jeho klasickou podobu tam reprezentoval Tom Jones a Joe Cocker, později převzali štafetu George Michael, Simply Red, Amy Winehouse, Adele, Sade (ta ovšem pochází z Nigérie), v nejnovější vlně pak například Jessie J. Ostatní kulturní okruhy takové uhranutí soulem nezaznamenávají, k výjimkám patří Kanaďanka Nelly Furtado.
Třetím proudem pop music je to, co lze nazvat "disco, taneční a elektronický pop". Disco hudba se vynořila z undergroundu, který hledal ideální hudbu na taneční párty. Mainstreamem se disco stalo v 70. letech 20. století. Většina klasiků přišla do disca z R&B, jako The Supremes, Gloria Gaynor, Donna Summer, Barry White nebo Village People. Některé písně v disco stylu napsal i Michael Jackson. Ale nebyla to jediná cesta, jedni z nejslavnějších disco umělců všech dob, kapela Bee Gees, přišli na taneční parkety z folku. Neméně slavná ABBA zase nikdy nezapírala "beatlesácké" kořeny. Německá disco legenda Boney M. adaptovala pro taneční hudbu reggae. Velkou roli v popularitě disca v 70. letech sehrál film Horečka sobotní noci (1977) s Johnem Travoltou v hlavní roli. V 80. letech ale přišel stylový přelom. V kapitole o rocku již byla zmíněna new wave a to, že měla i svou popovou divizi, někdy zvanou synthpop. Jádro hnutí bylo v Británii, kde ho reprezentovali Eurythmics, Pet Shop Boys, Duran Duran, Erasure, Spandau Ballet nebo Frankie Goes to Hollywood. Zajímavé a v dějinách populární hudby značně neobvyklé bylo, že druhé epicentrum new wave bylo v německo-jazyčném prostoru. Zde se reprezentanty stali Rakušan Falco nebo Němci Alphaville a Nena. Ani Spojené státy ale nezůstaly stranou, zde témata nové vlny rozvíjela skupina Blondie a zpěvačka Cyndi Lauper. Synthpop nové vlny měl mimořádný ohlas, ale některým producentům a fanouškům se zdál poněkud temný, komplikovaný a jaksi "skrytě punkový" (nešlo zcela o omyl). Odpovědí byl tzv. europop 80. let. Hudební postupy nebyly příliš odlišné od new wave, ale hudba se zjednodušila a projasnila. Klasický europop představovaly Norové A-ha a německé duo Modern Talking. Europop, jakkoli někdy vysmívaný, přežil i v 90. letech, kdy novou kapitolu napsali zejména Ace of Base, pozdní europop pak představují Atomic Kitten. 90. léta však přinesla ještě jednu mutaci. Z paralelně se vyvíjejícího světa elektronické hudby (viz samostatná kapitola), zejména z techna, přišly některé nové postupy a inspirace a výsledkem byl eurodance v podání umělců jako Snap!, DJ Bobo, Haddaway, 2 Unlimited, Dr. Alban, Culture Beat, Rednex, Scatman John, Mr. President nebo Aqua. Obohatit progresivními vlivy z trance a techna se eurodance pokusili na konci 90. let Eiffel 65, Scooter nebo Kate Ryan. Ještě později navázaly Alizée nebo t.A.T.u. Na konci 80. let taneční hudbu ale postihl ještě jeden fenomén. Průkopnický projekt New Kids on the Block ukázal sílu tzv. "chlapeckých skupin". Tyto boy bandy pak zaplnily 90. léta a zdaleka nejen je: Take That, East 17, Backstreet Boys, 'N Sync, Boyzone, Westlife, One Direction. Vyšly i minimálně dva pokusy o "dívčí skupinu": Spice Girls a All Saints. Navzdory lecjaké kritice hudební úrovně boy bandů z nich však vzešly minimálně dvě velké hvězdy pop music: Robbie Williams (z Take That) a Justin Timberlake (z 'N Sync). Hlavní proud uprostřed taneční hudby bývá obvykle nazýván taneční pop. Odštěpil se v 80. letech z disco stylu a je zajímavé, že jeho vládkyněmi jsou takřka výhradně ženy. V 80. letech se královnami tanečního popu staly Madonna a Kylie Minogue. V 90. letech Britney Spears a Christina Aguilera. V nultých letech 21. století pak žezlo nakrátko převzala Katy Perry, aby ho brzy předala Lady Gaga, která vytvořila skutečně komplexní sociální fenomén a dokonalý obchodní produkt, se sofistikovaným využitím sociálních sítí, módy nebo gay kultury.

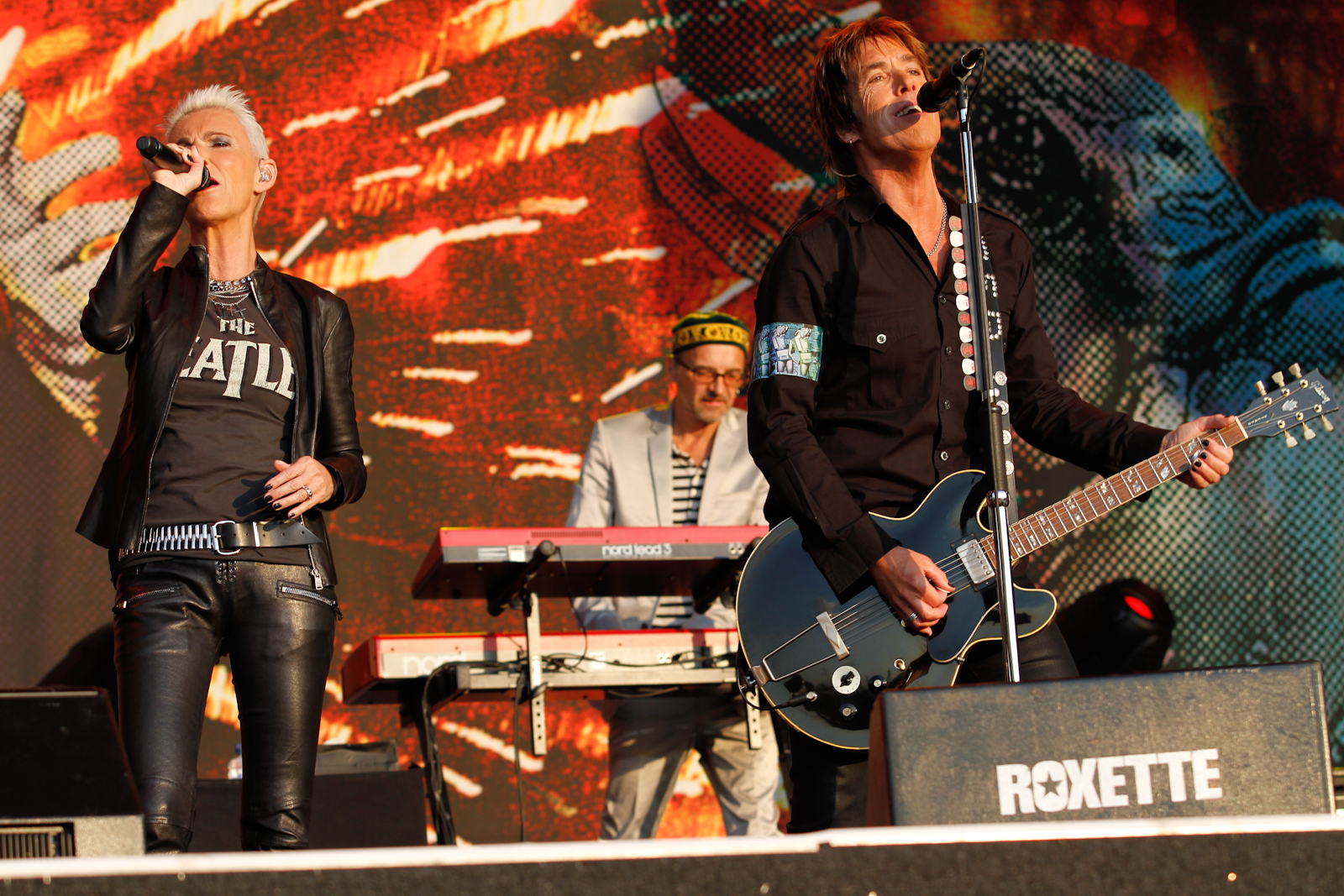
Roxette

Čtvrtým širokým korytem pop music je pak to, co lze nazvat pop rock, tvořený popovými umělci, kteří načerpali inspiraci v rocku a folku (samostatný pojem folk pop není příliš zaveden). Zpočátku byl velkou inspirací právě folk, ten vyslal do pop music takové hvězdy, jako byli The Mamas and the Papas, Neil Diamond, Cher nebo Joni Mitchellová. Později už byla tato inspirace méně obvyklá, tradice se uchovala zvláště v Irsku (Sinéad O'Connor, The Corrs). Avšak ještě hvězda nultých let Dido byla silně ovlivněná fúzí zvanou folktronica. Rockový motor popu naopak běží vcelku nepřetržitě a stabilně od 70. let. Důkazem jsou jména a značky jako Bonnie Tyler, Billy Joel, Roxette, Bryan Adams, Bon Jovi, Europe, Scorpions, Alanis Morissette, Pink, Sheryl Crow, Savage Garden nebo The Verve. I když je to často zapomínáno, třeba i Elton John přišel do popové arény z glam rocku. Ve 21. století pak byla do značné míry smazána i hranice mezi moderní country a popem (Shania Twain, Faith Hill, Taylor Swift).
Pop nicméně dokáže čerpat energii takřka odkudkoli. V 60. letech nebylo výjimkou, že i z jazzu, jak dokázali Eartha Kittová nebo Paul Anka. V pozdějších letech už to tak obvyklé nebylo, ale příklad Norah Jones dokázal, že cesta není ještě zcela zatarasena. Poměrně úspěšné jsou i vpády vážné hudby na popová kolbiště, jak dokazují Andrea Bocelli nebo Vanessa Mae. Specifikem je pak tzv. barokní pop využívající některé archaické nástroje, jeho nejslavnějším představitelem je Lana Del Rey. Od 90. let je do pop music vpašováván i vliv rapu a hip hopu. Rock našel sice organičtější symbiózu, ale The Black Eyed Peas, Stromae nebo Jason Derulo otevřeli cestu hip hopu i do tanečnější a jemnější muziky. Existují i pokusy, ve 21. století čím dál častější, popovou scénu oživit a zkvalitnit také některými postupy alternativního rocku nebo elektronického undergroundu. Tyto pokusy jsou obvykle nazývány indie pop a zaznamenaly poměrně značný ohlas u publika, jak dokazuje úspěch hudebníků, jako jsou Gwen Stefani, Twenty One Pilots, Sia, Billie Eilish nebo Ellie Goulding. 

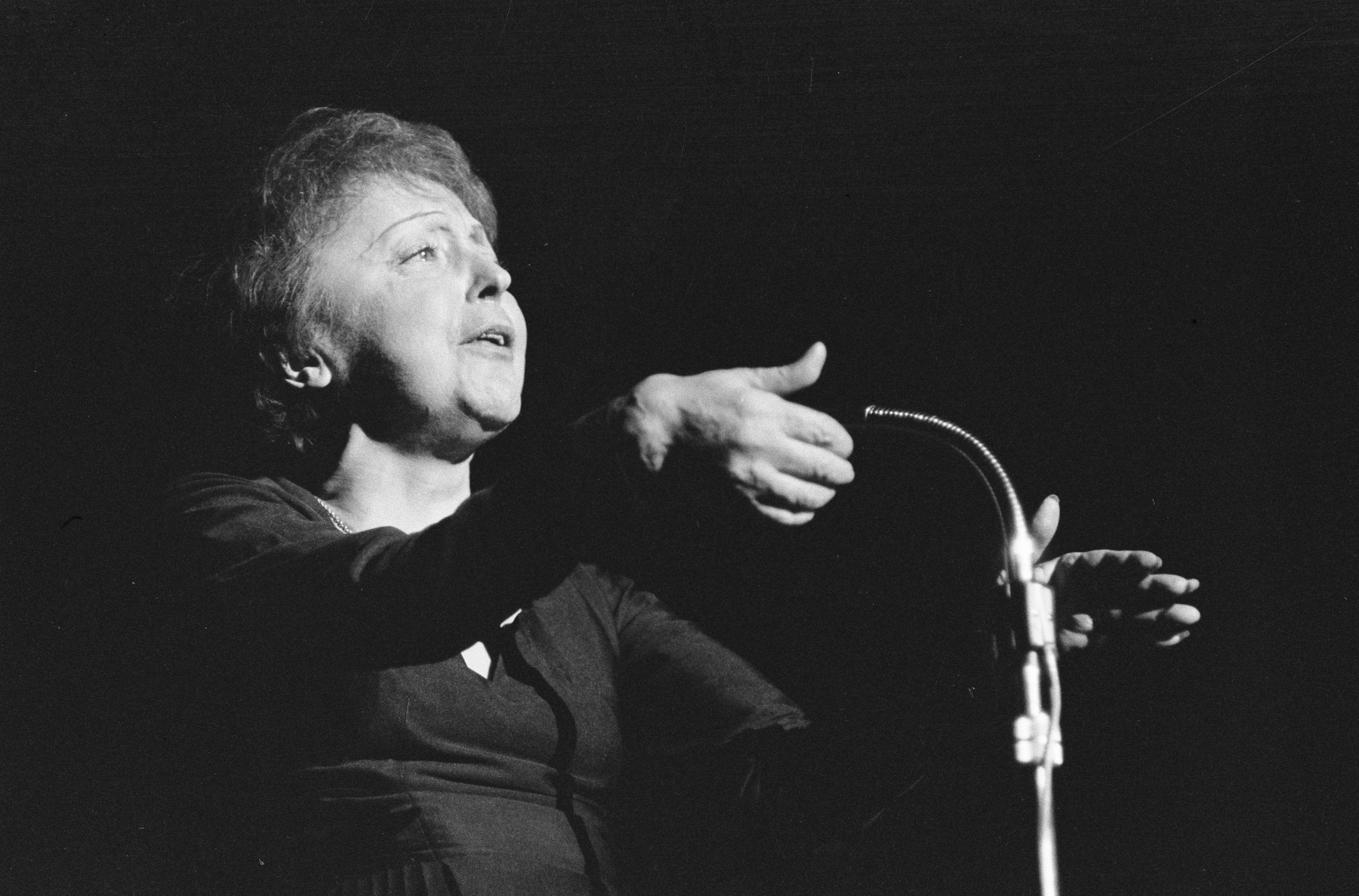
Édith Piaf

V populární hudbě existují také některá výrazná regionální specifika a lokální fenomény. Ač představitelé těchto fenoménů nacházejí cestu k uším posluchačů po celém světě, přece jen je takový pop stále jaksi zakořeněn v konkrétním kulturním prostoru a jeho hudební tradici. K nejvýraznějším fenoménům tohoto druhu patří latin pop, od 90. let čím dál populárnější, jak dokazují kariéry umělců jako Gloria Estefan, Jennifer Lopez, Enrique Iglesias, Shakira, Ricky Martin, Thalía, Natalia Oreiro nebo Marc Anthony. Dalším světem sám pro sebe je francouzský šanson. Édith Piaf, Charles Aznavour, Gilbert Bécaud, Yves Montand, Mireille Mathieu, Dalida či Juliette Gréco nikdy nepřijali základní pravidla globálního popu - zejména užití takřka povinného lingua franca, tedy angličtiny - přesto dosáhli jistého mezinárodního přesahu. Francouzský pop má i některá další specifika, například styl zvaný yé-yé (Sylvie Vartanová, Serge Gainsbourg, Françoise Hardyová, France Gallová). Jistou specifiku si francouzský pop ponechal i mimo tyto žánry (Joe Dassin, Georges Moustaki, Richard Clayderman, Claude François, Michel Sardou, Henri Salvador, Barbara, Jean-Jacques Goldman, Vanesa Paradis). Angličtině dokáží vzdorovat i Italové. Průkopníkem italského popu byl Domenico Modugno, klasiky se stali Toto Cutugno, Ricchi e Poveri nebo Umberto Tozzi. Avšak největší průlom do světa zaznamenali Italové až v 90. letech, díky Erosu Ramazzottimu a Lauře Pausini. Osobitá pravidla mají také asijské popové scény, japonský J-pop (Ajumi Hamasaki, AKB48, Momoiro Clover Z), korejský K-pop (TVXQ, BTS, EXO, Girls' Generation), čínský cantopop (Leslie Cheung, Faye Wong), indický pop navázaný na Bollywood (Lata Mangeškar, Mohammed Rafi), indonéský pop (Agnes Monica, Anggun), turecký (Tarkan, Sertab Erener), arabský (Umm Kulthum, Fajrúz, Samira Saïd, Amr Dijáb, Elissa, Nancy Ajram, Haifa Wehbe, Natacha Atlas) nebo thajský (Tata Young). V jižní Americe si svou osobitost hájí brazilský samba pop (Astrud Gilberto) a brazilská música sertaneja (Paula Fernandes). Jisté mezinárodní úspěchy už zaznamenal i africký subsaharský pop (Miriam Makeba, Fela Kuti).
Zvláštní kapitolou je pak způsob, jakým se pop music rodí a šíří. Od jejích počátků rozhodoval rozhlas a trh s gramofonovými deskami. V 80. a 90. letech způsobily revoluci hudební televize, zvláště MTV s její videoklipovou kulturou. Ještě větší zemětřesení pak přišlo s internetovou technologickou revolucí. Možnost nelegálního stahování hudby prakticky zničila trh s hudebními nosiči. Navzdory tomu se internet stal pro hudební průmysl současně i spásou. Od nultých let a stále více se klíčovým prostorem šíření a popularizování hudby stává Youtube. Ten přinesl již i některé vlastní fenomény, jako je úspěch jihokorejského rapera Psy. K prvním umělcům, které Youtube vyloženě vyrobil, patřil Justin Bieber. Následoval Ed Sheeran. Čistým youtube-fenoménem je také úspěch písně Despacito Luise Fonsiho. Videoklip k ní se stal nejsledovanějším videem v dějinách Youtube. Fenoménem 21. století se staly také talentové televizní soutěže (American Idol, X Factor). Dá se říci, že jiným způsobem už se moderní pop ani nerozšiřuje. Produktem tohoto systému je například Kelly Clarkson. Zvláštním zákoutím globálního popu jsou pak dětské televizní kanály Disney a Nickelodeon. Z nich vzešly herecko-hudební teenage hvězdičky jako Selena Gomez, Miley Cyrus, nebo Hilary Duff. V Evropě si udržuje setrvalý zájem mezinárodní soutěž Eurovision Song Contest. Ačkoli tato soutěž nastartovala kariéru i takovým legendám, jako je ABBA nebo Celine Dion, sláva jejích vítězů se jeví povětšinou spíše krátkodobá a mimo Evropu někdy budí rozpaky. Nutno ovšem uvést, že tato soutěž umožňuje dosáhnout mimořádného zájmu i umělcům ze zemí, ze kterých se jinak cesta do globálního popu hledá velice obtížně. Hegemonie anglosaských zemí (USA, Británie, Irsko, Kanada, Austrálie) je totiž v celých dějinách rocku a popu velmi nápadná a podaří se ji narušit jen zcela výjimečně.

### Metal

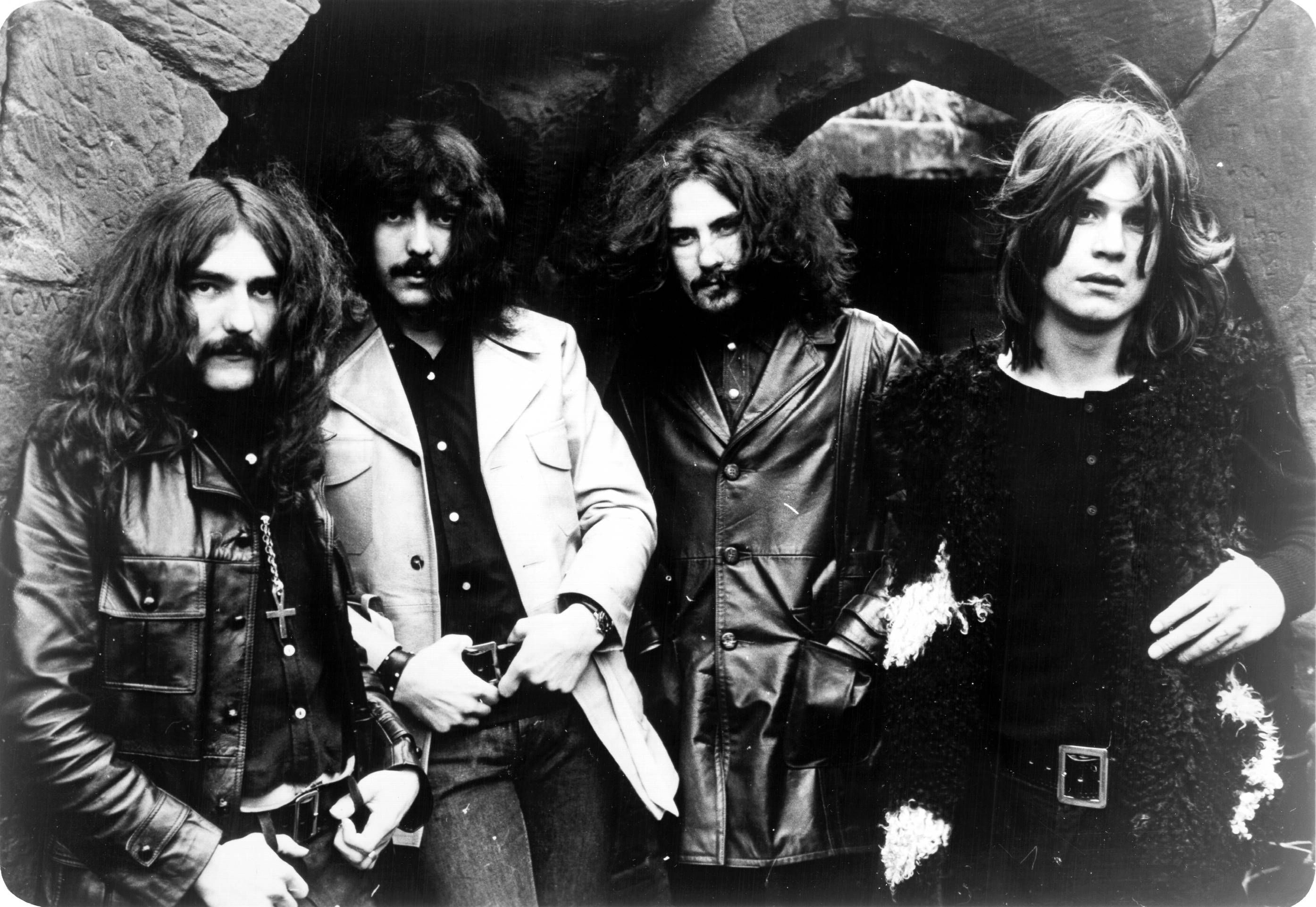
Black Sabbath

Heavy metal se objevil na přelomu 60. a 70. let v Británii a Spojených státech. Vyvinul se z hard rocku, když některé hard rockové skupiny začaly experimentovat se "zdrsněním své hudby" pominutím prvků blues, uměle zkresleným zvukem kytar, kovově znějící basovou linkou a užitím kytarových riffů. Za předchůdce metalu bývají označovány skupiny Led Zeppelin a Deep Purple, ale za první opravdu metalovou povětšinou až Black Sabbath, kteří se ohlásili na samém konci 60. let. Krom některých hudebních inovací přinesli rekvizitu, která se pro styl stala velmi typickou - texty inspirované černou magií, satanismem, hororem. V 70. letech přišla vlna následovníků: Judas Priest ještě více očistili svou hudbu od blues, Iron Maiden zrychlili tempo, Motörhead přidali punkovou syrovost. V 80. letech přinesli další zrychlení (speed metal) Helloween či Accept, inspirace z glam rocku Mötley Crüe, ale nejvlivnější se stala verze metalu, která se zdála natolik zvukově nová a agresivnější, že si vysloužila i vlastní škatulku: trash metal. Jeho nejslavnějšími představiteli se v 80. letech staly skupiny Metallica, Megadeth, Slayer a Anthrax. 80. léta přinesla i prozatím undergroundové verze jako death metal, s programovou oslavou smrti a násilí (průkopníky zejm. Death), black metal s programovým satanismem a okultismem, ale i velkou inspirací ve fantasy (Bathory, Darkthrone), či extrémnější variantu death metalu grindcore (Napalm Death). Více pozornosti klasického rockové publika vzbudil hardcore stojící na pomezí punku a metalu, zpočátku hodně punkový, postupně se od punku vzdalující (Exploited, Dead Kennedys, Black Flag, Bad Religion, Biohazard, Suicidal Tendencies, v počátcích i Beastie Boys, než objevili kouzlo rap metalu). Od poloviny 90. let získal ohlas alternativní metal ovlivněný grungem (Faith No More, Rage Against the Machine, System of a Down) a jeho nejznámější odnož nu metal, který inkorporoval prvky funku a hip hopu a prorazil si cestu dokonce i do mainstreamových médií a hitparád (Korn, Limp Bizkit, Linkin Park, Slipknot). Novinkou byl též groove metal (Pantera, Sepultura). Značně populární se stal industriální metal, zejména v podání skupin Rammstein a Nine Inch Nails (průkopníky byli Ministry), či symfonický metal (Nightwish, Within Temptation, Apocalyptica, Epica, Cradle of Filth). Méně všeobecně přijatelnou novinkou byl metalcore, v němž byl klasický hardcore obohacen o prvky extrémního metalu, nebo doom metal, zpomalený a typicky "podladěný" (např. Paradise Lost), brzy se větvící do variací jako gotický metal (Lacuna Coil, Celtic Frost), viking metal (Amon Amarth), dark metal, drone metal, pagan metal, sludge metal apod. Od nultých let je metal velmi populárním směrem, i kapely z dříve okrajových stylů jako black nebo death metal mají status rockových hvězd (např. Behemoth nebo Anathema), směrem k různým fúzím jdou směry jako avantgardní či progresivní metal (Waltari, Sonata Arctica, In Flames, Nickelback, Papa Roach, Audioslave, Queens of the Stone Age, Meshuggah), k nejoriginálnějším fúzím pak patří folk metal (Eluveitie, Ensiferum).

### Elektronická hudba

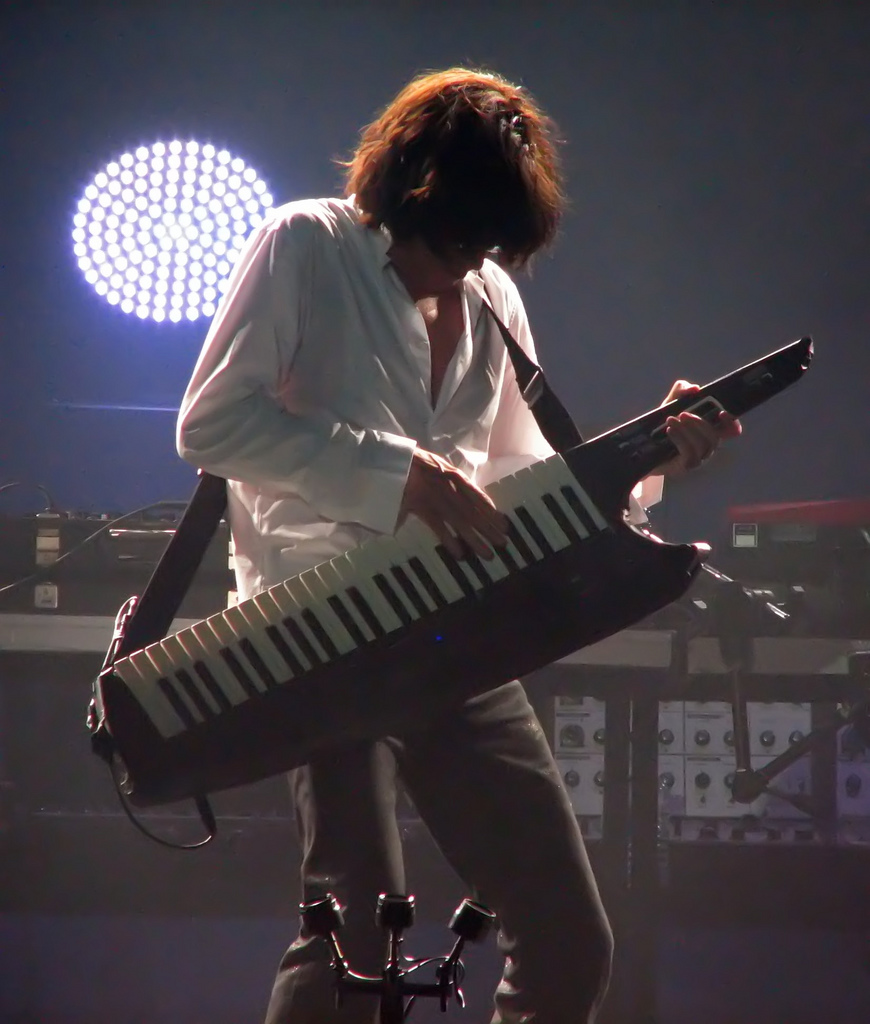
Jean-Michel Jarre

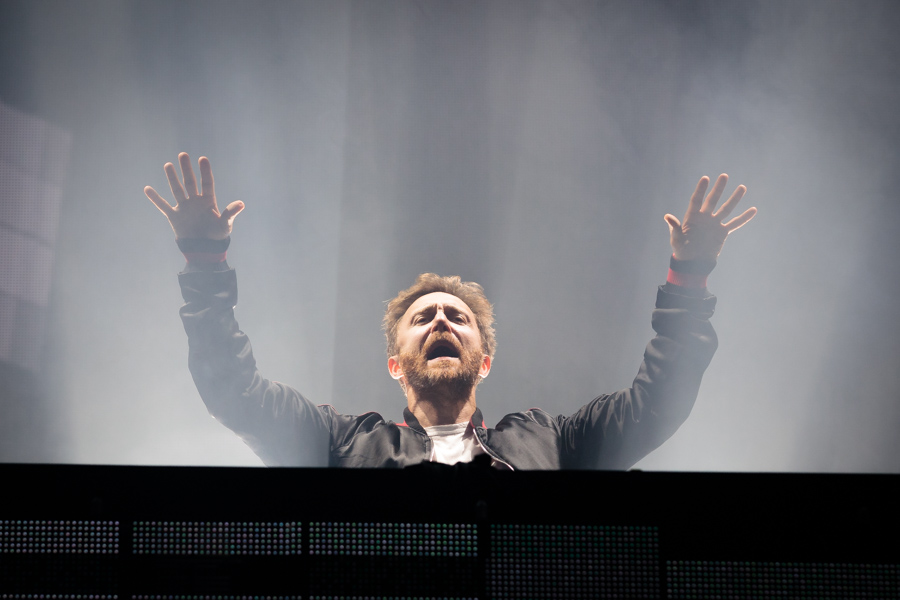
David Guetta

Elektronická hudba je v zásadě definována nástroji a technologiemi, s nimiž se provozuje. V tomto smyslu lze psát její dějiny za pomoci technologických milníků, jako je vynález thereminu (Lev Sergejevič Těrmen, 1920), martenotových vln (Maurice Martenot, 1923), hammondových varhan (Laurens Hammond, 1935), moog syntezátoru (Robert Moog, 1964), sampleru (1969), syntezátoru minimoog (1970), nebo standardu MIDI (1983), který umožnil tvorbu na počítači. Ve stejném roce jako MIDI se v obchodech objevil první komerčně úspěšný digitální klávesový syntezátor Yamaha DX7, s nímž pracovalo velké množství hudebníků.
Elektronická hudba, jak bývá u menšinových hudebních žánrů spjatých se subkulturami obvyklé, vytvořila rovněž změť pojmů, směrů a škatulek, jimiž popisuje sama sebe. Často se překrývají, tvůrci se obvykle hlásí k více z nich a pro posluchače přicházejícího zvenčí jsou rozdíly mezi těmito podžánry jen obtížně rozlišitelné a postřehnutelné. V zásadě lze elektronickou hudbu klasifikovat podle její funkce a způsobu, jakým je obvykle konzumována, do tří velkých proudů. První z nich, jež by laicky mohl být označen za "jemný" či "soft", je elektronická hudba, jejíž funkcí je obvykle relaxace, meditace nebo zvuková kulisa. Sami elektroničtí hudebníci používají pro takovou hudbu názvy jako chill-out, ambient, new-age, downtempo, trip hop, chillwave, space music apod. (Přesahy do jazzu se pak obvykle nazývají smooth jazz). Nejvýznamnějšími hudebníky tohoto proudu jsou velkou částí své komplexní tvorby Jean-Michel Jarre, Vangelis, Mike Oldfield a Moby, dále klasik new-age Brian Eno, skupina Enigma, reprezentant ambient techna Aphex Twin, Röyksopp, Kitarō, Tangerine Dream, DJ Shadow, Robert Miles nebo Parov Stelar.
Druhý velký proud je hudba, jejíž funkcí je především taneční doprovod. Hlavními žánry tohoto širokého proudu jsou tzv. electronic dance music (EDM), house, rave, trance a techno. Tvůrci takové hudby ji často sami prezentují jako diskžokejové na tanečních party. Od klasického disca je dělí generační propast, ale někteří z nich se hlásí k tzv. nu disco. Definičním rozdílem oproti tanečnímu popu bývá absence textu. Pro řadu z těchto umělců není neobvyklé, že své schopnosti v oblasti elektroniky dávají občas do služeb popu, řada z nich uspěla i s vlastní tvorbou v mezinárodních popových hitparádách. Existuje ale i subkulturnější a undergroundovější pojetí, zvláště u tvrdších stylů (hardstyle, hardbass, drum and bass), kde je taková spolupráce s popem odmítána. House a EDM se vynořily z undergroundu v 90. letech 20. století a začaly se pozvolna prolamovat do mainstreamových médií a hitparád. Průkopníky v tom byli The KLF a velkou v roli v tom posléze sehrál film Trainspotting, který rychle zpopularizoval kapely jako Underworld nebo The Chemical Brothers. S jemnější muzikou se do hitparád vzápětí vetřeli Faithless. Od nultých let už si elektronika vydobyla pevné postavení v hudebním průmyslu. Nejúspěšnějšími tvůrci tanečního proudu se od té doby stali David Guetta, Basshunter, Avicii, The Prodigy, Daft Punk, Skrillex, Calvin Harris, Tiësto, Armin van Buuren, Alan Walker, The Chainsmokers, Marshmello, LMFAO, Deadmau5, Kygo, Hardwell, Bob Sinclar, Pendulum, Darude, Afrojack, Eric Prydz, Benny Benassi, Justice, DJ Snake nebo Gigi D'Agostino. I z toho výčtu je patrné, že zatímco rocková hudba má kořeny v USA, domovinou taneční elektronické hudby je především Evropa.
Za třetí širší proud elektronické hudby lze označit hudbu, jejíž funkce není ani ambientní, ani taneční. Hudebníci tohoto proudu svou hudbu produkují k poslechu a jejich vystoupení tedy připomíná tradiční koncert spíše než taneční party. Zařadit sem můžeme i umělce, kteří elektronickou hudbu zakomponovávají do nějakého jiného rámce, ať už je jím vážná hudba, rock, jazz, filmová hudba, world music nebo bezhraniční prostor experimentální hudby. Do prostoru klasické hudby a hudební avantgardy mířily elektronické experimenty autorů jako byli Karlheinz Stockhausen, Erik Satie, John Cage, Steve Reich, Pierre Henry, Milton Babbitt, Iannis Xenakis, Edgard Varèse nebo zakladatel musique concrète Pierre Schaeffer. Klasické pokusy o spojení elektroniky a rocku představoval německý krautrock 60. let, jehož nejslavnějšími představiteli byli Klaus Schulze nebo skupina Kraftwerk. Slovinští Laibach a němečtí Einstürzende Neubauten se stali klasiky stylu zvaného electro-industrial nebo noise. Jemnější trip hop se pokusili do rocku zapojit Fatboy Slim, Massive Attack, Tricky, Portishead, Gorillaz nebo Morcheeba. Art popové variace má na svém kontě např. Björk nebo Enya. Chill-outové průniky do popu se někdy nazývají dream pop nebo neo-psychedelia (např. Cocteau Twins, Faye Wong, My Bloody Valentine, Primal Scream).